# Giove (astronomia)
Giove (dal latino Iovem, accusativo di Iuppiter) è il quinto pianeta del sistema solare in ordine di distanza dal Sole e il più grande di tutto il sistema planetario: la sua massa corrisponde a due volte e mezzo la somma di quelle di tutti gli altri pianeti messi insieme. È classificato, al pari di Saturno, Urano e Nettuno, come gigante gassoso (gli ultimi due si differenziano per essere classificati in tempi recenti come giganti ghiacciati).
Giove ha una composizione simile a quella del Sole: infatti è costituito principalmente da idrogeno ed elio con piccole quantità di altri gas composti, quali ammoniaca, metano e acqua. Si ritiene che il pianeta possegga una struttura pluristratificata, con un nucleo solido, presumibilmente di natura rocciosa e costituito da carbonio e silicati di ferro, sopra il quale gravano un mantello di idrogeno metallico e una vasta copertura atmosferica che esercitano su di esso altissime pressioni.
L'atmosfera esterna è caratterizzata da numerose bande e zone di tonalità variabili dal color crema al marrone, costellate da formazioni cicloniche e anticicloniche, tra le quali spicca la Grande Macchia Rossa. La rapida rotazione del pianeta gli conferisce l'aspetto di uno sferoide schiacciato ai poli e genera un intenso campo magnetico che dà origine ad un'estesa magnetosfera; inoltre, a causa del meccanismo di Kelvin-Helmholtz, Giove (come tutti gli altri giganti gassosi) emette una quantità di energia superiore a quella che riceve dal Sole.
A causa delle sue dimensioni e della composizione simile a quella solare, Giove è stato considerato per lungo tempo una "stella fallita": in realtà solamente se avesse avuto l'opportunità di accrescere la propria massa sino a 75-80 volte quella attuale il suo nucleo avrebbe potuto ospitare le condizioni di temperatura e pressione favorevoli all'innesco delle reazioni di fusione dell'idrogeno in elio, cosa che avrebbe reso il sistema solare un sistema stellare binario.
L'intenso campo gravitazionale di Giove influenza il sistema solare nella sua struttura perturbando le orbite degli altri pianeti e lo "ripulisce" in parte dai detriti che possono colpire i pianeti più interni. Intorno a Giove orbitano numerosi satelliti e un sistema di anelli scarsamente visibili; l'azione combinata dei campi gravitazionali di Giove e del Sole, inoltre, stabilizza le orbite di due gruppi di asteroidi troiani.
Il pianeta, conosciuto sin dall'antichità, ha rivestito un ruolo preponderante nel credo religioso di numerose culture, tra cui i Babilonesi, i Greci e i Romani, che lo hanno identificato con il sovrano degli dei. Il simbolo astronomico del pianeta (♃) è una rappresentazione stilizzata del fulmine, principale attributo di quella divinità.

## Osservazione
Giove appare ad occhio nudo come un astro biancastro molto brillante a causa della sua elevata albedo. È il quarto oggetto più brillante nel cielo, dopo il Sole, la Luna e Venere con cui, quando quest'ultimo risulta inosservabile, si spartisce il ruolo di "stella del mattino" o "stella della sera". La sua magnitudine apparente varia, a seconda della posizione durante il suo moto di rivoluzione, da −1,6 a −2,8, mentre il suo diametro apparente varia da 29,8 a 50,1 secondi d'arco.
Il periodo sinodico del pianeta è di 398,88 giorni, al termine dei quali il corpo celeste inizia una fase di moto retrogrado apparente, in cui sembra spostarsi all'indietro nel cielo notturno rispetto allo sfondo delle stelle "fisse" eseguendo una traiettoria sigmoide. Giove, nei 12 anni circa della propria rivoluzione, attraversa tutte le costellazioni dello zodiaco.

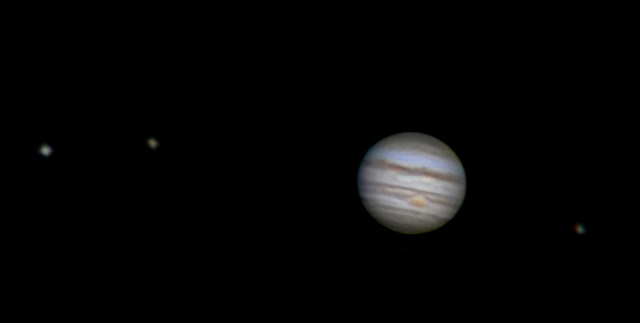
Giove fotografato da un telescopio amatoriale. Si notano tre dei quattro satelliti medicei: a destra Io, a sinistra Europa (più interno) e Ganimede. Si nota anche la sua caratteristica più peculiare: la Grande Macchia Rossa.

Il pianeta è interessante da un punto di vista osservativo in quanto già con piccoli strumenti è possibile apprezzarne alcuni caratteristici dettagli superficiali. I periodi più propizi per osservare il pianeta corrispondono alle opposizioni e in particolare alle "grandi opposizioni", che si verificano ogni qual volta Giove transita al perielio. Queste circostanze, in cui l'astro raggiunge le dimensioni apparenti massime, consentono all'osservatore amatoriale, munito delle adeguate attrezzature, di scorgere più facilmente gran parte delle caratteristiche del pianeta.
Un binocolo 10×50 o un piccolo telescopio rifrattore consentono già di osservare attorno al pianeta quattro piccoli punti luminosi, disposti lungo il prolungamento dell'equatore del pianeta: si tratta dei satelliti medicei. Poiché essi orbitano abbastanza velocemente intorno al pianeta, è possibile notarne i movimenti già tra una notte e l'altra: il più interno, Io, arriva a compiere tra una notte e la successiva quasi un'orbita completa.
Un telescopio da 60 mm permette già di osservare le caratteristiche bande nuvolose e, qualora le condizioni atmosferiche siano perfette, anche la caratteristica più nota del pianeta, la Grande Macchia Rossa che però è maggiormente visibile con un telescopio di 25 cm di apertura che consente di osservare meglio le nubi e le formazioni più fini del pianeta.Per poter osservare i festoni, le tempeste più piccole e altre strutture dell'atmosfera del pianeta, è necessario un telescopio di apertura superiore, intorno ai 150mm di apertura.
Il pianeta risulta osservabile non solo nel visibile, ma anche ad altre lunghezze d'onda dello spettro elettromagnetico, principalmente nell'infrarosso. L'osservazione a più lunghezze d'onda si rivela utile soprattutto nell'analisi della struttura e della composizione dell'atmosfera e nello studio delle componenti del sistema di Giove.

## Storia delle osservazioni
Una delle prime civiltà a studiare i moti di Giove e degli altri pianeti visibili ad occhio nudo (Mercurio, Venere, Marte e Saturno) fu quella assiro-babilonese. Gli astronomi di corte dei re babilonesi riuscirono a determinare con precisione il periodo sinodico del pianeta; inoltre, si servirono del suo moto attraverso la sfera celeste per delineare le costellazioni zodiacali. La scoperta negli archivi reali di Ninive di tavolette recanti precisi resoconti di osservazioni astronomiche e il frequente rinvenimento di parti di strumentazioni a probabile destinazione astronomica, come lenti di cristallo di rocca e tubi d'oro (datati al I millennio a.C.), indussero alcuni archeoastronomi a ipotizzare che la civiltà assira fosse già in possesso di un "prototipo" di cannocchiale, con il quale si ritiene sia stato possibile osservare anche Giove.

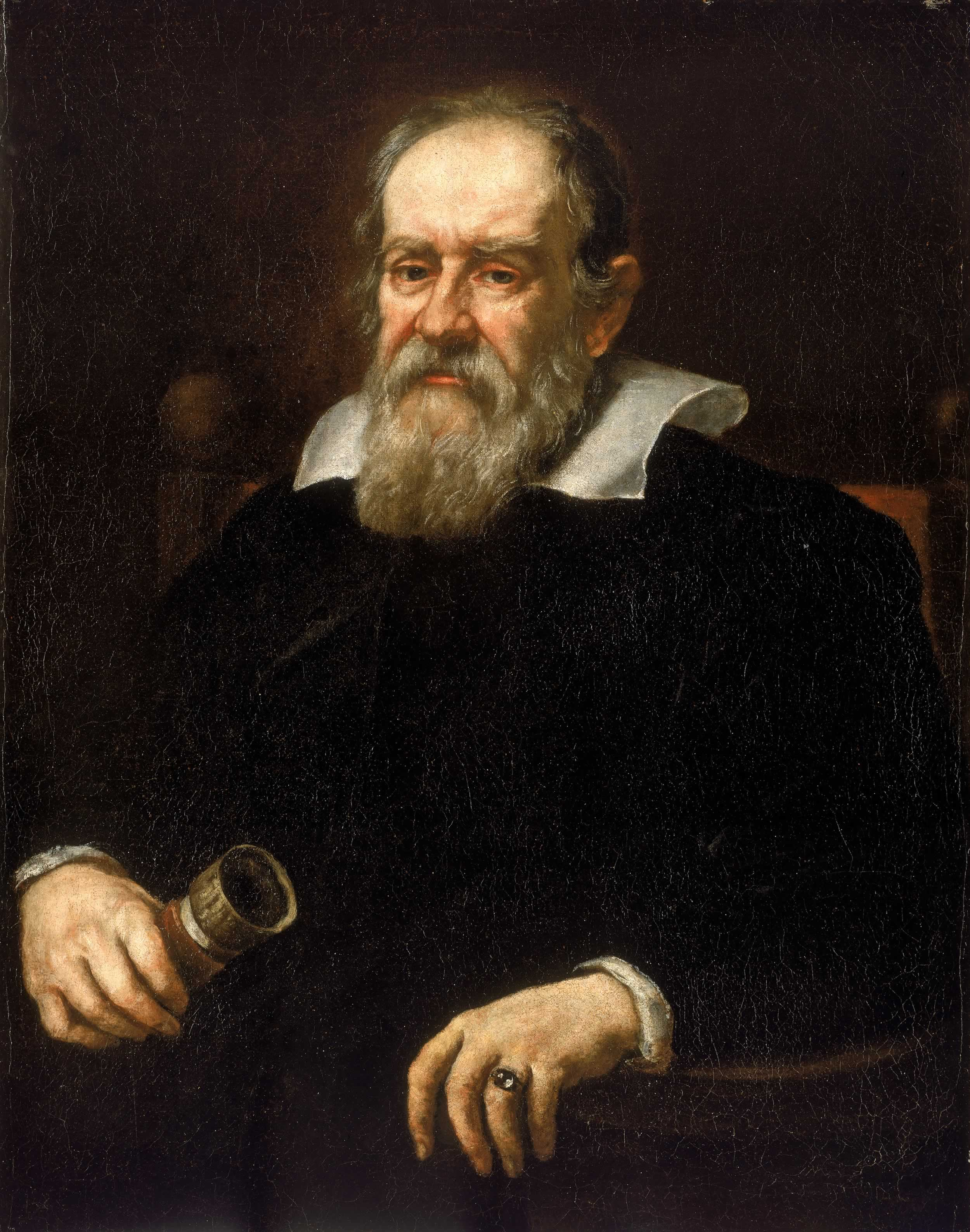
Ritratto di Galileo Galilei (tra il 1636 e il 1640) di Justus Sustermans.

Anche i cinesi, noti per la raffinatezza delle loro tecniche astronomiche, riuscirono a ricavare in maniera precisa i periodi sinodici e orbitali dei pianeti visibili ad occhio nudo. Nel 1980 lo storico cinese Xi Zezong ha annunciato che Gan De, astronomo contemporaneo di Shi Shen, sarebbe riuscito ad osservare almeno uno dei satelliti di Giove già nel 362 a.C. a occhio nudo, presumibilmente Ganimede, schermando la vista del pianeta con un albero o qualcosa di analogo. Bisognerà però attendere il XVII secolo prima che l'esistenza dei satelliti di Giove sia appurata da Galileo Galilei, il quale, nel 1610, scoprì i quattro satelliti medicei Io, Europa, Ganimede e Callisto; fu però Simon Marius, che si attribuì la paternità della scoperta dei satelliti, alimentando in questo modo una fiera diatriba con Galileo, a conferire nel 1614 i nomi mitologici attualmente in uso a ciascuno di essi.
Nell'autunno del 1639 l'ottico napoletano Francesco Fontana, diffusore del telescopio a oculare convergente (kepleriano), testando un telescopio di 22 palmi di sua produzione scoprì le caratteristiche bande dell'atmosfera del pianeta.
Negli anni sessanta del XVII secolo l'astronomo Gian Domenico Cassini, scoprì la presenza di macchie sulla superficie di Giove e che il pianeta stesso ha la forma di uno sferoide oblato. L'astronomo riuscì poi a determinarne il periodo di rotazione, e nel 1690 scoprì che l'atmosfera è soggetta a una rotazione differenziale; egli è inoltre accreditato come lo scopritore, assieme, ma indipendentemente, a Robert Hooke, della Grande Macchia Rossa. Lo stesso Cassini, assieme a Giovanni Alfonso Borelli, stese precise relazioni sul movimento dei quattro satelliti galileiani, formulando dei modelli matematici che consentissero di prevederne le posizioni. Tuttavia nel trentennio 1670-1700, si osservò che, quando Giove si trova in un punto dell'orbita prossimo alla congiunzione col Sole, si registra nel transito dei satelliti un ritardo di circa 17 minuti rispetto al previsto. L'astronomo danese Ole Rømer ipotizzò che la visione di Giove non fosse istantanea (conclusione che Cassini aveva precedentemente respinto) e che dunque la luce avesse una velocità finita (indicata con c).

Vista animata di Giove. Queste foto sono state scattate nel corso di ventotto giorni nel 1979 dalla sonda Voyager 1 mentre si avvicinava al pianeta.

Dopo due secoli privi di significative scoperte, il farmacista Heinrich Schwabe disegnò la prima carta completa di Giove, comprendente anche la Grande Macchia Rossa, e la pubblicò nel 1831. Le osservazioni della tempesta hanno permesso di registrare dei momenti in cui essa appariva più debole (come tra il 1665 e il 1708, nel 1883 e all'inizio del XX secolo), e altri in cui appariva rinforzata, tanto da risultare molto ben evidente all'osservazione telescopica (come nel 1878).
Nel 1892 Edward Emerson Barnard scoprì, grazie al telescopio rifrattore da 910 mm dell'Osservatorio Lick, la presenza attorno al pianeta di un quinto satellite, battezzato Amaltea.
Nel 1932 Rupert Wildt identificò, analizzando lo spettro del pianeta, delle bande di assorbimento proprie dell'ammoniaca e del metano. Sei anni dopo furono osservate, a sud della Grande Macchia Rossa, tre tempeste anticicloniche che apparivano come dei particolari ovali biancastri. Per diversi decenni le tre tempeste sono rimaste delle entità distinte, non riuscendo mai a fondersi pur avvicinandosi periodicamente; tuttavia, nel 1998, due di questi ovali si sono fusi, assorbendo infine anche il terzo nel 2000 e dando origine a quella tempesta che oggi è nota come Ovale BA.
Nel 1955 Bernard Burke e Kenneth Franklin individuarono dei lampi radio provenienti da Giove alla frequenza di 22,2 MHz; si trattava della prima prova dell'esistenza della magnetosfera gioviana. La conferma giunse quattro anni dopo, quando Frank Drake e Hein Hvatum scoprirono le emissioni radio decimetriche.
Nel periodo compreso tra il 16 e il 22 luglio 1994 oltre 20 frammenti provenienti dalla cometa Shoemaker-Levy 9 collisero con Giove in corrispondenza del suo emisfero australe; fu la prima osservazione diretta della collisione tra due oggetti del sistema solare. L'impatto permise di ottenere importanti dati sulla composizione dell'atmosfera gioviana.

### Missioni spaziali
Sin dal 1973 numerose sonde automatiche hanno visitato il pianeta, sia come obiettivo di studio, sia come tappa intermedia, per sfruttarne il potente effetto fionda per ridurre la durata del volo verso le regioni più esterne del sistema solare. I viaggi interplanetari richiedono un grande dispendio energetico, impiegato per provocare una netta variazione della velocità della sonda nota come delta-v (Δv). Il raggiungimento di Giove dalla Terra richiede un Δv di 9,2 km/s, confrontabile con il Δv di 9,7 km/s necessario per raggiungere l'orbita terrestre bassa. L'effetto fionda consente di modificare la velocità del veicolo senza consumare combustibile.

#### Missioni con sorvolo ravvicinato (fly-by)
| Sonda        | Data del massimo avvicinamento | Distanza minima |
| ------------ | ------------------------------ | --------------- |
| Pioneer 10   | 3 dicembre 1973                | ~ 200000 km     |
| Pioneer 11   | 4 dicembre 1974                | 34000 km        |
| Voyager 1    | 5 marzo 1979                   | 349000 km       |
| Voyager 2    | 9 luglio 1979                  | 722000 km       |
| Ulysses      | 8 febbraio 1992                | 450000 km       |
| Ulysses      | 4 febbraio 2004                | ~ 120000 km     |
| Cassini      | 30 dicembre 2000               | ~ 10000 km      |
| New Horizons | 28 febbraio 2007               | 2304535 km      |

Dal 1973 diverse sonde hanno compiuto sorvoli ravvicinati (fly-by) del pianeta. La prima fu la Pioneer 10, che eseguì un fly-by di Giove nel dicembre del 1973, seguita dalla Pioneer 11 un anno più tardi. Le due sonde ottennero le prime immagini ravvicinate dell'atmosfera, delle nubi gioviane e di alcuni suoi satelliti, la prima misura precisa del suo campo magnetico; scoprirono inoltre che la quantità di radiazioni in prossimità del pianeta era assai superiore a quella attesa. Le traiettorie delle sonde furono utilizzate per raffinare la stima della massa del sistema gioviano, mentre l'occultazione delle sonde dietro il disco del pianeta migliorò le stime del valore del diametro equatoriale e dello schiacciamento polare.

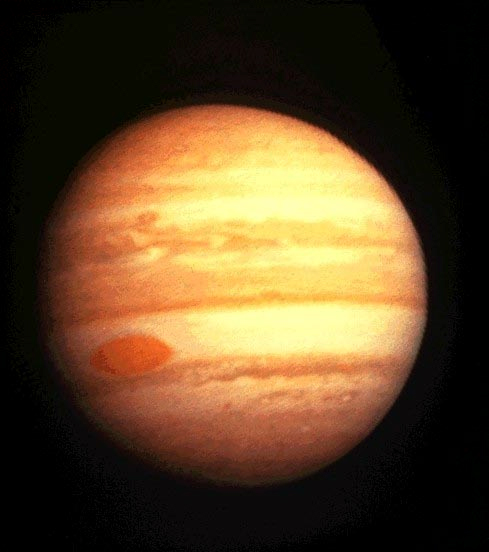
Un'immagine del pianeta ripresa dalla Pioneer 10 il 1º dicembre 1973 dalla distanza di NASA

Sei anni dopo fu la volta delle missioni Voyager (1 e 2). Le due sonde migliorarono enormemente la comprensione di alcune dinamiche dei satelliti galileiani e dell'atmosfera di Giove, tra cui la conferma della natura anticiclonica della Grande Macchia Rossa e l'individuazione di lampi e formazioni temporalesche; le sonde permisero inoltre di scoprire gli anelli di Giove e otto satelliti naturali, che si andarono ad aggiungere ai cinque già noti. Le Voyager rintracciarono la presenza di un toroide di plasma e atomi ionizzati in corrispondenza dell'orbita di Io, sulla cui superficie furono scoperti numerosi edifici vulcanici, alcuni dei quali nell'atto di eruttare.
Nel febbraio del 1992 raggiunse Giove la sonda solare Ulysses, che sorvolò il pianeta ad una distanza minima di 450 000 km (6,3 raggi gioviani). Il fly-by fu programmato per raggiungere un'orbita polare attorno al Sole, ma fu sfruttato per condurre studi sulla magnetosfera di Giove. La sonda non aveva telecamere e non fu ripresa alcuna immagine.
Nel 2000 la sonda Cassini, durante la sua rotta verso Saturno, sorvolò Giove e fornì alcune delle immagini più dettagliate mai scattate del pianeta. Sette anni dopo, Giove fu raggiunto dalla sonda New Horizons, diretta verso Plutone e la fascia di Kuiper. Nell'attraversamento del sistema di Giove, la sonda misurò l'energia del plasma emesso dai vulcani di Io e studiò brevemente ma in dettaglio i quattro satelliti medicei, conducendo anche indagini a distanza dei satelliti più esterni Imalia ed Elara.

#### La missione Galileo

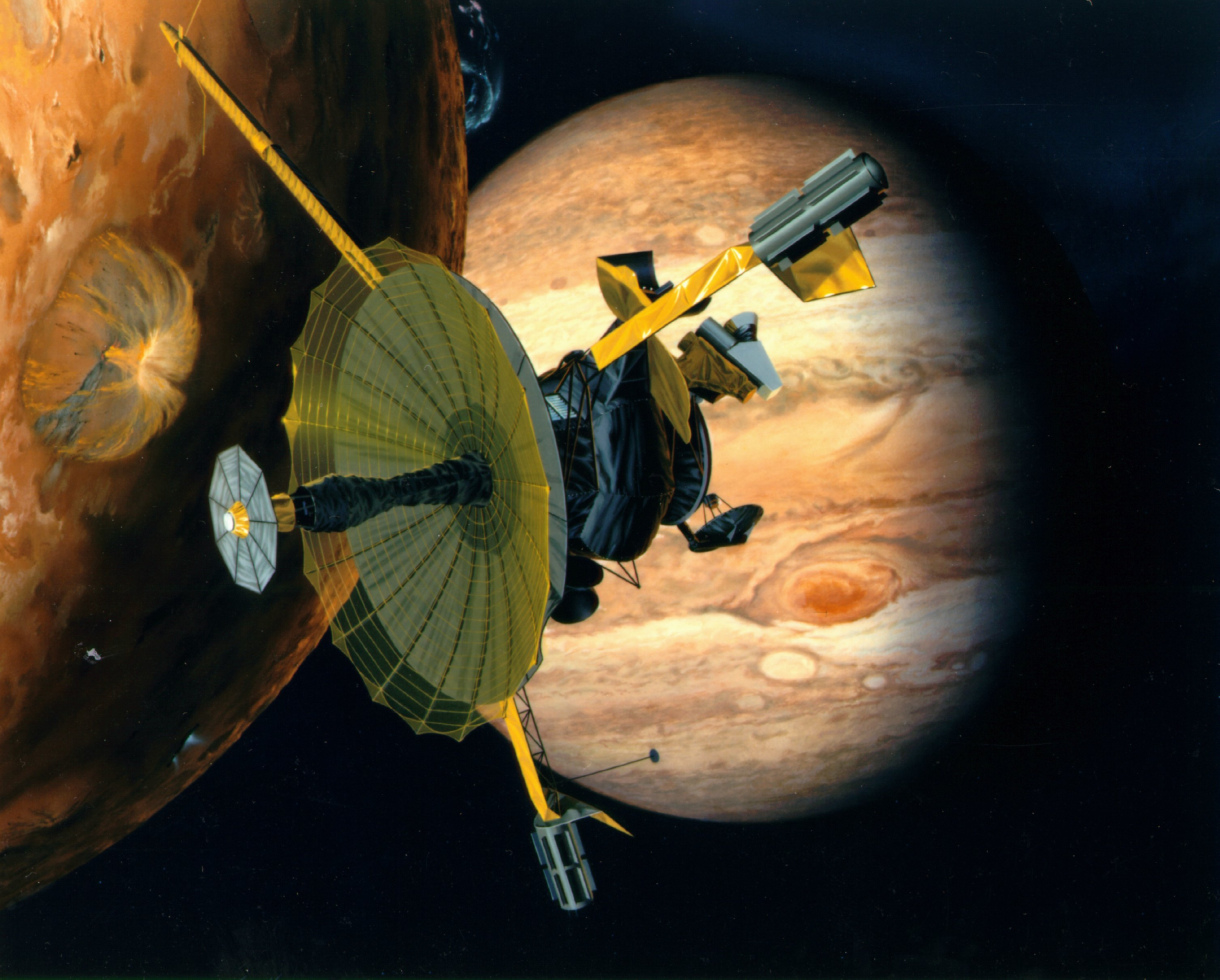
Rappresentazione artistica della NASA che mostra la sonda Galileo nel sistema di Giove.

La prima sonda progettata per lo studio del pianeta è stata la Galileo, entrata in orbita attorno a Giove il 7 dicembre del 1995 e rimastavi oltre 7 anni, compiendo sorvoli ravvicinati di tutti i satelliti galileiani e di Amaltea. Nel 1994, mentre giungeva verso il pianeta gigante, la sonda ha registrato l'impatto della cometa Shoemaker-Levy 9.
Nel luglio del 1995 è stato sganciato dalla sonda madre un piccolo modulo-sonda, entrato nell'atmosfera del pianeta il 7 dicembre; il modulo ha raccolto dati per 75 minuti, penetrando per 159 km prima di essere distrutto dalle alte pressioni e temperature dell'atmosfera inferiore (circa 28 atmosfere – ~2,8×106 Pa, e 185 °C (458 K). La stessa sorte è toccata alla sonda madre quando, il 21 settembre 2003, fu deliberatamente spinta verso il pianeta a una velocità di oltre 50 km/s, per evitare qualsiasi possibilità che in futuro potesse collidere con il satellite Europa e contaminarlo.

#### La missione Juno
La NASA ha progettato una sonda per lo studio di Giove da un'orbita polare; battezzata Juno, fu lanciata nell'agosto 2011 ed è arrivata nei pressi del pianeta a luglio 2016. Juno ha scoperto 8 vortici uguali al polo nord disposti ai vertici di un ottagono (l'ottagono di Giove), con al centro un nono vortice, e 5 vortici uguali al polo sud disposti come i vertici di un pentagono con al centro un sesto vortice. In un passaggio successivo nel novembre 2019, la scoperta di un nuovo vortice ha mostrato una nuova forma della disposizione degli stessi, che diversamente da quello precedente che era un pentagono ha assunto la forma di un esagono, similmente all'esagono di Saturno. Nel 2020 Juno ha anche osservato fulmini nella bassa atmosfera gioviana, causati dall'interazione di cristalli di ghiaccio con ammoniaca allo stato gassoso.
Il normale piano operativo di Juno prevedeva di percorrere 32 orbite di Giove fino al 2018, tuttavia la missione è stata estesa, prima al 2021 e poi fino al 2025, periodo nel quale la sonda oltre a compiere altre 40 orbite attorno a Giove effettuerà alcuni sorvoli ravvicinati di Io, Europa e Ganimede, prima di terminare la sua missione in una discesa controllata nell'atmosfera gioviana, dove verrà distrutta, evitando di contaminare accidentalmente le lune ghiacciate, potenziali habitat di vita aliena.

#### Missioni future
La possibile presenza di un oceano di acqua liquida sui satelliti Europa, Ganimede e Callisto ha portato a un crescente interesse per uno studio ravvicinato dei satelliti ghiacciati del sistema solare esterno. L'ESA ha studiato una missione per lo studio di Europa denominata Jovian Europa Orbiter (JEO); il progetto della missione era stato però implementato da quello della Europa Jupiter System Mission (EJSM), frutto della collaborazione con la NASA e studiato per l'esplorazione di Giove e dei satelliti, il cui lancio era previsto attorno al 2020. La EJSM era prevista essere costituita da due unità, la Jupiter Europa Orbiter, gestita e sviluppata dalla NASA, e la Jupiter Ganymede Orbiter, gestita dall'ESA. Tuttavia a causa degli tagli al budget della NASA e da alcune differenze programmatiche la NASA si allontanò dall'idea di una cooperazione e l'ESA nel 2012 continuò da sola un proprio progetto, chiamato Jupiter Icy Moons Explorer e basato sull'orbiter per Ganimede (JGO) e il cui lancio è stato effettuato il 14 aprile 2023, con arrivo nel sistema gioviano nel 2031. La NASA dal canto suo, nel 2015 approvò una missione con una sonda diretta ai satelliti medicei più interni, Io ed Europa, chiamata Europa Clipper e il cui lancio è stato effettuato il 14 ottobre 2024.

## Parametri orbitali e rotazione

La rotazione di Giove; da notare il transito di Io sulla superficie del pianeta (10 febbraio 2009).

Giove orbita a una distanza media dal Sole di 778,33 milioni di chilometri (5,202 au) e completa la sua rivoluzione attorno alla stella ogni 11,86 anni; questo periodo corrisponde esattamente ai due quinti del periodo orbitale di Saturno, con cui si trova dunque in una risonanza di 5:2. L'orbita di Giove è inclinata di 1,31° rispetto al piano dell'eclittica; per via della sua eccentricità pari a 0,048, la distanza tra il pianeta e il Sole varia di circa 75 milioni di chilometri tra i due apsidi, il perielio (740 742 598 km) e l'afelio (816 081 455 km). La velocità orbitale media di Giove è di 13 056 m/s (47 000 km/h), mentre la circonferenza orbitale misura complessivamente 4 774 000 000 km.
L'inclinazione dell'asse di rotazione è relativamente piccola, solamente 3,13°, e precede ogni 12 000 anni; di conseguenza, il pianeta non sperimenta significative variazioni stagionali, contrariamente a quanto accade sulla Terra e su Marte.
Poiché Giove non è un corpo solido, la sua atmosfera superiore è soggetta a una rotazione differenziale: infatti, la rotazione delle regioni polari del pianeta è più lunga di circa 5 minuti rispetto a quella all'equatore. Sono stati adottati tre sistemi di riferimento per monitorare la rotazione delle strutture atmosferiche permanenti. Il sistema I si applica alle latitudini comprese tra 10° N e 10° S; il suo periodo di rotazione è il più breve del pianeta, pari a 9 h 50 min 30,0 s. Il sistema II si applica a tutte le latitudini a nord e a sud di quelle del sistema I; il suo periodo è pari a 9 h 55 min 40,6 s. Il sistema III fu originariamente definito tramite osservazioni radio e corrisponde alla rotazione della magnetosfera del pianeta; la sua durata è presa come il periodo di rotazione "ufficiale" del pianeta (9 h 55 min 29,685 s); Giove quindi presenta la rotazione più rapida di tutti i pianeti del sistema solare.
L'alta velocità di rotazione è all'origine di un marcato rigonfiamento equatoriale, facilmente visibile anche tramite un telescopio amatoriale; questo rigonfiamento è causato dall'alta accelerazione centripeta all'equatore, pari a circa 1,67 m/s², che, combinata con l'accelerazione di gravità media del pianeta (24,79 m/s²), dà un'accelerazione risultante pari a 23,12 m/s²: di conseguenza, un ipotetico oggetto posto all'equatore del pianeta peserebbe meno rispetto a un corpo di identica massa posto alle medie latitudini. Queste caratteristiche conferiscono quindi al pianeta l'aspetto di uno sferoide oblato, il cui diametro equatoriale è maggiore rispetto al diametro polare: il diametro misurato all'equatore supera infatti di 9275 km il diametro misurato ai poli.

## Formazione
Dopo la formazione del Sole, avvenuta circa 4,6 miliardi di anni fa, il materiale residuato dal processo, ricco in polveri metalliche, si è disposto in un disco circumstellare da cui hanno avuto origine dapprima i planetesimi, quindi, per aggregazione di questi ultimi, i protopianeti.
La formazione di Giove ha avuto inizio a partire dalla coalescenza di planetesimi di natura ghiacciata poco al di là della cosiddetta frost line, una linea oltre la quale si addensarono i planetesimi costituiti in prevalenza da materiale a basso punto di fusione; la frost line ha agito da barriera, provocando un rapido accumulo di materia a circa 5 au dal Sole. L'embrione planetario così formato, di massa pari ad almeno 10 masse terrestri (M⊕), ha iniziato ad accrescere materia gassosa a partire dall'idrogeno e dall'elio avanzati dalla formazione del Sole e confinati nelle regioni periferiche del sistema dal vento della stella neoformata. Il tasso di accrescimento dei planetesimi, inizialmente più intenso di quello dei gas, proseguì sino a quando il numero di planetesimi nella fascia orbitale del proto-Giove non andò incontro a una netta diminuzione; a questo punto il tasso di accrescimento dei planetesimi e quello dei gas dapprima raggiunsero valori simili, quindi quest'ultimo iniziò a predominare sul primo, favorito dalla rapida contrazione dell'involucro gassoso in accrescimento e dalla rapida espansione del confine esterno del sistema, proporzionale all'incremento della massa dal pianeta. Il proto-Giove cresce a ritmo serrato sottraendo idrogeno dalla nebulosa solare e raggiungendo in circa mille anni le 150 M⊕ e, dopo qualche migliaio di anni, le definitive 318 M⊕.
Il processo di accrescimento del pianeta è stato mediato dalla formazione di un disco circumplanetario all'interno del disco circumsolare; terminato il processo di accrescimento per esaurimento dei materiali volatili, ormai andati a costituire il pianeta, i materiali residui, in prevalenza rocciosi, sono andati a costituire il sistema di satelliti del pianeta, che si è infoltito a seguito della cattura, da parte della grande forza di gravità di Giove, di numerosi altri corpi minori.
Conclusa la sua formazione, il pianeta ha subito un processo di migrazione orbitale: il pianeta infatti si sarebbe formato a circa 5,65 UA, circa 0,45 UA (70 milioni di chilometri) più esternamente rispetto a oggi, e nei 100 000 anni successivi, a causa della perdita del momento angolare dovuta all'attrito con il debole disco di polveri residuato dalla formazione della stella e dei pianeti, sarebbe man mano scivolato verso l'attuale orbita, stabilizzandosi ed entrando in risonanza 5:2 con Saturno. Durante questa fase Giove avrebbe catturato i suoi asteroidi troiani, originariamente oggetti della fascia principale o della fascia di Kuiper destabilizzati dalle loro orbite originarie e vincolati in corrispondenza dei punti lagrangiani L4 ed L5.

## Caratteristiche chimico-fisiche

### Composizione
| Composizione Atmosferica       | Composizione Atmosferica |
| ------------------------------ | ------------------------ |
| Idrogeno molecolare (H2)       | 89,8 ± 2,0%              |
| Elio (He)                      | 10,2 ± 2,0%              |
| Metano (CH4)                   | ~0,3%                    |
| Ammoniaca (NH3)                | ~0,026%                  |
| Deuteruro di idrogeno (HD)     | ~0,003%                  |
| Etano (C2H6)                   | 0,0006%                  |
| Acqua (H2O)                    | 0,0004%                  |
| Ghiacci                        |                          |
| Ammoniaca                      |                          |
| Acqua                          |                          |
| Idrosolfuro di ammonio (NH4SH) |                          |

L'atmosfera superiore di Giove è composta in volume da un 88-92% di idrogeno molecolare e da un 8-12% di elio. Queste percentuali cambiano se si tiene in considerazione la proporzione delle masse dei singoli elementi e composti, dal momento che l'atomo di elio è circa quattro volte più massiccio dell'atomo di idrogeno; l'atmosfera gioviana è quindi costituita da un 75% in massa di idrogeno e da un 24% di elio, mentre il restante 1% è costituito da altri elementi e composti presenti in quantità molto più esigue. La composizione varia leggermente man mano che si procede verso le regioni interne del pianeta, date le alte densità in gioco; alla base dell'atmosfera si ha quindi un 71% in massa di idrogeno, un 24% di elio e il restante 5% di elementi più pesanti e composti: vapore acqueo, ammoniaca, composti del silicio, carbonio e idrocarburi (soprattutto metano ed etano), acido solfidrico, neon, ossigeno, fosforo e zolfo. Nelle regioni più esterne dell'atmosfera sono inoltre presenti dei consistenti strati di cristalli di ammoniaca solida.
Le proporzioni atmosferiche di idrogeno ed elio sono molto vicine a quelle riscontrate nel Sole e teoricamente predette per la nebulosa solare primordiale; tuttavia le abbondanze dell'ossigeno, dell'azoto, dello zolfo e dei gas nobili sono superiori di un fattore tre rispetto ai valori misurati nel Sole; invece la quantità di neon nell'alta atmosfera è pari in massa solamente a 20 parti per milione, circa un decimo rispetto alla sua quantità nella stella. Anche la quantità di elio appare decisamente inferiore, presumibilmente a causa di precipitazioni che, secondo le simulazioni, interessano una porzione abbastanza profonda dell'atmosfera gioviana in cui il gas condensa in goccioline anziché mescolarsi in modo omogeneo con l'idrogeno. Le quantità dei gas nobili di peso atomico maggiore (argon, kripton, xeno, radon) sono circa due o tre volte quelle della nostra stella.

### Massa e dimensioni
Giove possiede il maggior volume per una massa fredda: i dati teorici indicano che se il pianeta fosse più massiccio avrebbe dimensioni minori. Infatti, a basse densità della materia come quelle del pianeta, l'oggetto è mantenuto tale da forze di natura elettromagnetica: gli atomi interagiscono tra loro formando dei legami. Se la massa è piuttosto grande, come quella di Giove, la gravità al centro del corpo è talmente elevata che la materia è ionizzata: gli elettroni degli orbitali sono strappati all'attrazione dei loro nuclei e sono liberi di muoversi, rendendo impossibile la formazione di legami. Pertanto, l'incremento di gravità dovuto all'aumento di massa non è più esattamente controbilanciato e il pianeta subisce una contrazione. Un ulteriore aumento di massa provoca la degenerazione degli elettroni, costretti a occupare il livello quantico ad energia più bassa disponibile. Gli elettroni obbediscono al principio di esclusione di Pauli; di conseguenza sono di norma obbligati a occupare una banda piuttosto vasta di livelli a bassa energia. In questa circostanza, quindi, le strutture atomiche sono alterate dalla crescente gravità, che costringe tale banda ad allargarsi, sicché la sola pressione degli elettroni degeneri manterrebbe in equilibrio il nucleo contro il collasso gravitazionale cui sarebbe naturalmente soggetto.
Giove è il pianeta più massiccio del sistema solare, 2 volte e mezzo più massiccio di tutti gli altri pianeti messi insieme; la sua massa è tale che il baricentro del sistema Sole-Giove cade esternamente alla stella, precisamente a 47 500 km (0,068 R☉) dalla sua superficie. Il valore della massa gioviana (indicata con MJ) è utilizzato come raffronto per le masse degli altri pianeti gassosi ed in particolare dei pianeti extrasolari.
In raffronto alla Terra, Giove è 317,938 volte più massiccio, ha un volume 1 319 volte superiore ma una densità più bassa, appena superiore a quella dell'acqua: 1,319×103 kg/m³ contro i 5,5153×103 kg/m³ della Terra. Il diametro è 11,2008 volte maggiore di quello terrestre.

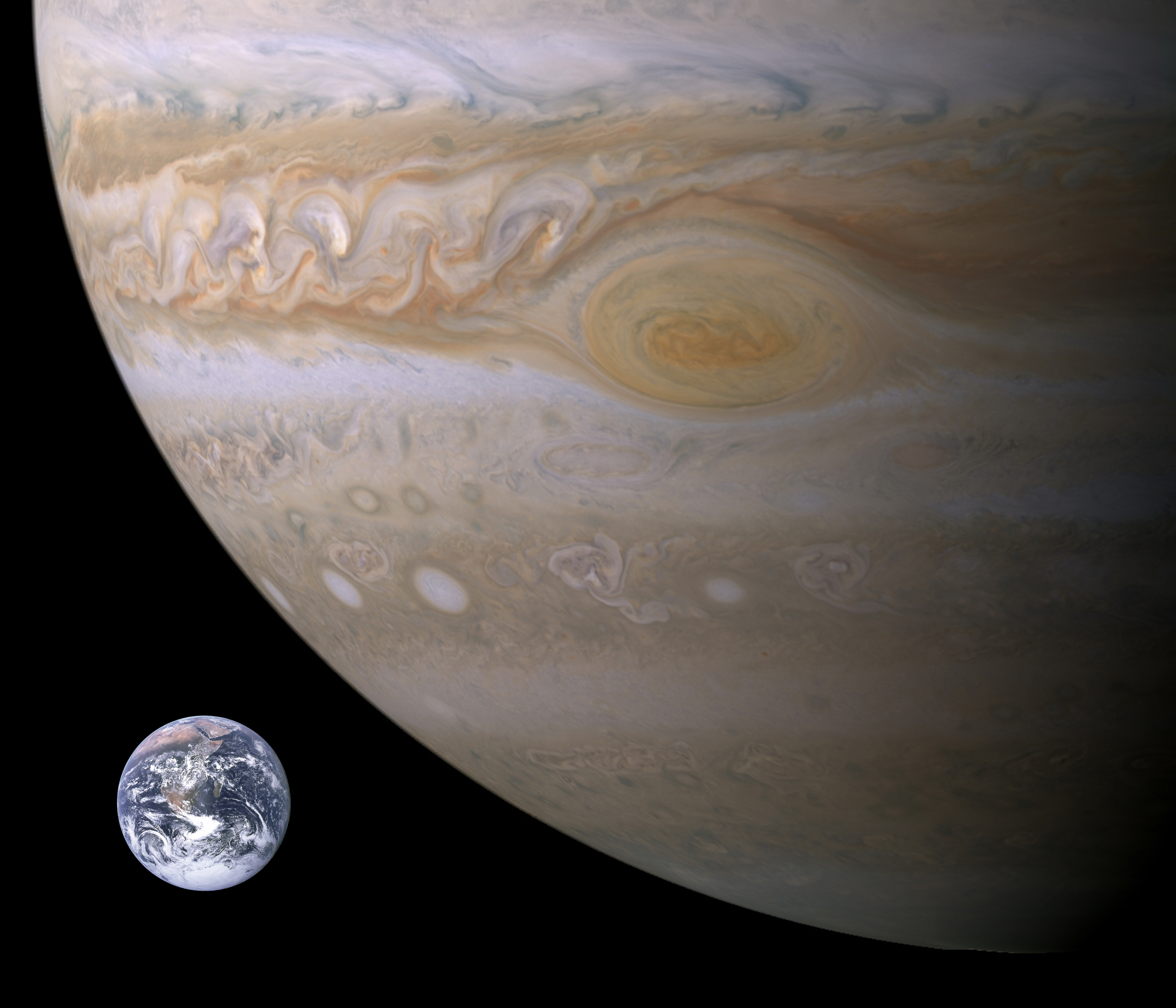
Confronto tra le dimensioni di Giove (in un'immagine ripresa dalla sonda Cassini) e della Terra. NASA

Giove si comprime di circa 2 cm all'anno. Probabilmente alla base di questo fenomeno sta il meccanismo di Kelvin-Helmholtz: il pianeta compensa, comprimendosi in maniera adiabatica, la dispersione nello spazio del calore endogeno. Questa compressione riscalda il nucleo, incrementando la quantità di calore emessa; il risultato è che il pianeta irradia nello spazio una quantità di energia superiore a quella che riceve per insolazione, con un rapporto emissione/insolazione stimato in 1,67±0,09. Per queste ragioni, si ritiene che, appena formato, il pianeta dovesse essere più caldo e grande di circa il doppio rispetto ad ora.
Giove ha il maggior volume possibile per una massa fredda. Tuttavia i modelli teorici indicano che se Giove fosse più massiccio avrebbe un diametro inferiore a quello che possiede attualmente (si veda il box al lato). Questo comportamento varrebbe fino a masse comprese tra 10 e 50 volte la massa di Giove; oltre questo limite, infatti, ulteriori aumenti di massa determinerebbero aumenti effettivi di volume e causerebbero il raggiungimento di temperature, nel nucleo, tali da innescare la fusione del deuterio (13MJ) e del litio (65MJ): si formerebbe così una nana bruna. Qualora l'oggetto invece raggiungesse una massa pari a circa 75-80 volte quella di Giove si raggiungerebbe la massa critica per l'innesco di reazioni termonucleari di fusione dell'idrogeno in elio, che porterebbe alla formazione di una stella, nella fattispecie una nana rossa. Anche se Giove dovrebbe essere circa 75 volte più massiccio per essere una stella, il diametro della più piccola stella sinora scoperta, AB Doradus C, è solamente il 40% più grande rispetto al diametro del pianeta.

## Struttura interna

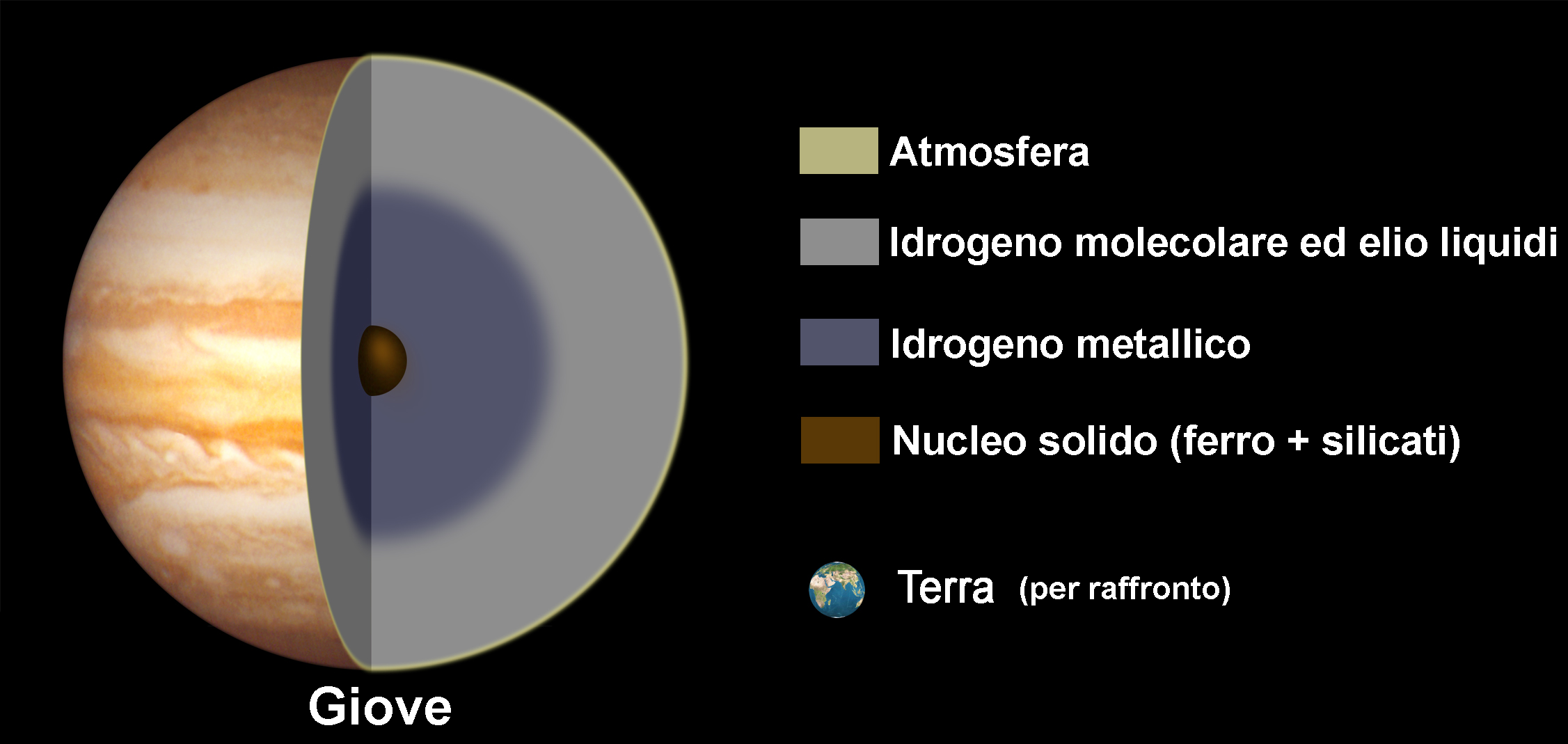
Diagramma che illustra la struttura interna di Giove.

La struttura interna del pianeta è oggetto di studi da parte degli astrofisici e dei planetologi; si ritiene che il pianeta sia costituito da più strati, ciascuno con caratteristiche chimico-fisiche ben precise. Partendo dall'interno verso l'esterno si incontrano, in sequenza: un nucleo, un mantello di idrogeno metallico liquido, uno strato di idrogeno molecolare liquido, elio e altri elementi, e una turbolenta atmosfera. Secondo i modelli astrofisici più moderni e ormai accettati da tutta la comunità scientifica, Giove non possiede una crosta solida; il gas atmosferico diventa sempre più denso procedendo verso l'interno e gradualmente si converte in liquido, al quale si aggiunge una piccola percentuale di elio, ammoniaca, metano, zolfo, acido solfidrico e altri composti in percentuale minore. La temperatura e la pressione all'interno di Giove aumentano costantemente man mano che si procede verso il nucleo.
Al nucleo del pianeta è spesso attribuita una natura rocciosa, ma la sua composizione dettagliata, così come le proprietà dei materiali che lo costituiscono e le temperature e le pressioni cui sono soggetti, e persino la sua stessa esistenza, sono ancora in gran parte oggetto di speculazione. Secondo i modelli, il nucleo, con una massa stimata in 14-18 M⊕, sarebbe costituito in prevalenza da carbonio e silicati, con temperature stimate sui 36 000 K e pressioni dell'ordine dei 4500 gigapascal (GPa).
La regione nucleare è circondata da un denso mantello di idrogeno liquido metallico, che si estende sino al 78% (circa i 2/3) del raggio del pianeta ed è sottoposto a temperature dell'ordine dei 10 000 K e pressioni dell'ordine dei 200 GPa. Al di sopra di esso si trova un cospicuo strato di idrogeno liquido e gassoso, che si estende sino a 1000 km dalla superficie e si fonde con le parti più interne dell'atmosfera del pianeta.

## Atmosfera

Animazione del movimento delle nubi di Giove, ottenuta tramite molteplici riprese della sonda Galileo. NASA

L'atmosfera di Giove è la più estesa atmosfera planetaria del sistema solare; manca di un netto confine inferiore, ma gradualmente transisce negli strati interni del pianeta.
Dal più basso al più alto, gli stati dell'atmosfera sono: troposfera, stratosfera, termosfera ed esosfera; ogni strato è caratterizzato da un gradiente di temperatura specifico. Al confine tra la troposfera e la stratosfera, ovvero la tropopausa, è collocato un sistema complicato di nubi e foschie costituito da stratificazioni di ammoniaca, idrosolfuro di ammonio e acqua.

### Nubi e bandeggio atmosferico

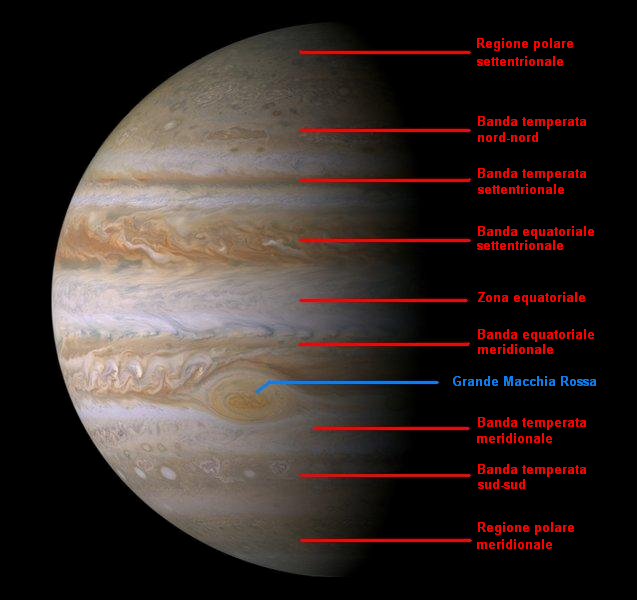
Immagine di Giove ripresa dalla sonda Cassini; sono indicate le principali bande, la Zona equatoriale e la Grande Macchia Rossa.

La copertura nuvolosa di Giove è spessa circa 50 km e consiste almeno di due strati di nubi di ammoniaca: uno strato inferiore piuttosto denso e una regione superiore più rarefatta. I sistemi nuvolosi sono organizzati in fasce orizzontali lungo le diverse latitudini. Si suddividono in zone, di tonalità chiara, e bande, le quali appaiono scure per via della presenza su di esse di una minore copertura nuvolosa rispetto alle zone. La loro interazione dà luogo a violente tempeste, i cui venti raggiungono, come nel caso delle correnti a getto delle zone, velocità superiori ai 100-120 m/s (360-400 km/h). Le osservazioni del pianeta hanno mostrato che tali formazioni variano nel tempo in spessore, colore e attività, ma mantengono comunque una certa stabilità, in virtù della quale gli astronomi le considerano delle strutture permanenti e hanno deciso di assegnare loro una nomenclatura. Le bande sono inoltre occasionalmente interessate da fenomeni, noti come disturbi, che ne frammentano il decorso; uno di questi fenomeni interessa a intervalli irregolari di 3-15 anni la banda equatoriale meridionale (South Equatorial Belt, SEB), la quale improvvisamente "scompare", dal momento che vira sul colore bianco rendendosi indistinguibile dalle chiare zone circostanti, per poi tornare otticamente individuabile nel giro di alcune settimane o mesi. La causa dei disturbi è attribuita alla momentanea sovrapposizione con le bande interessate di alcuni strati nuvolosi posti a una quota maggiore.
La caratteristica colorazione marrone-arancio delle nubi gioviane è causata da composti chimici complessi, noti come cromofori, che emettono luce in questo colore quando sono esposti alla radiazione ultravioletta solare. L'esatta composizione di queste sostanze rimane incerta, ma si ritiene che vi siano discrete quantità di fosforo, zolfo e idrocarburi complessi; questi composti colorati si mescolano con lo strato di nubi più profondo e più caldo. Il caratteristico bandeggio si forma a causa della convezione atmosferica: nelle zone si ha l'emergere in superficie delle celle convettive dell'atmosfera inferiore, che determina la cristallizzazione dell'ammoniaca che di conseguenza cela alla vista gli strati immediatamente sottostanti; nelle bande invece il movimento convettivo è discendente e avviene in regioni a temperatura più alte.
È stata ipotizzata la presenza di un sottile strato di vapore acqueo al di sotto delle nubi di ammoniaca, come dimostrerebbero i fulmini registrati dalla sonda Galileo, che raggiungono intensità anche decine di migliaia di volte superiori a quelle dei fulmini terrestri: la molecola dell'acqua, essendo polare, è infatti capace di assumere una parziale carica in grado di creare la differenza di potenziale necessaria per generare la scarica. Le nubi d'acqua, grazie all'apporto del calore interno del pianeta, possono quindi formare dei complessi temporaleschi simili a quelli terrestri.
I fulmini gioviani, in precedenza studiati visivamente o in onde radio dalle sonde Voyager 1 e 2, Galileo, Cassini, sono stati oggetto di analisi approfondite dalla sonda Juno in un ampio spettro di frequenze e a quote molto inferiori. Tali studi hanno evidenziato un'attività temporalesca ben diversa da quella terrestre: su Giove l'attività è più concentrata vicino ai poli e quasi assente in prossimità dell'equatore. Questo è dovuto alla maggiore instabilità atmosferica presente ai poli gioviani che, pur essendo meno calda dell'area equatoriale, consente ai gas caldi provenienti dall'interno del pianeta di salire in quota favorendo la convezione.
Giove, in virtù della sua seppur bassa inclinazione assiale, espone i propri poli a una radiazione solare inferiore, anche se di poco, rispetto a quella delle regioni equatoriali; la convezione all'interno del pianeta trasporta tuttavia più energia ai poli, bilanciando le temperature degli strati nuvolosi alle diverse latitudini.

### La Grande Macchia Rossa e altre tempeste

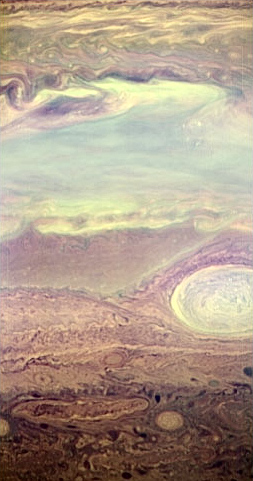
Un'immagine a falsi colori ripresa nell'infrarosso dalla sonda New Horizons che mostra una porzione dell'atmosfera gioviana prospiciente la Grande Macchia Rossa. NASA

L'atmosfera di Giove ospita centinaia di vortici, strutture rotanti circolari che, come nell'atmosfera della Terra, possono essere divisi in due classi: cicloni e anticicloni; i primi ruotano nel verso di rotazione del pianeta (antiorario nell'emisfero settentrionale e orario in quello meridionale), mentre i secondi nel verso opposto. Una delle principali differenze con l'atmosfera terrestre è che su Giove gli anticicloni dominano numericamente sui cicloni, dal momento che il 90% dei vortici con un diametro superiore ai 2000 km sono anticicloni. La durata dei vortici varia da diversi giorni a centinaia di anni in base alle dimensioni: per esempio, la durata media di anticicloni con diametri compresi tra i 1000 e i 6000 km è di 1–3 anni. Non sono mai stati osservati vortici nella regione equatoriale di Giove (entro i 10° di latitudine), in quanto la circolazione atmosferica di tale regione li renderebbe instabili. Come accade su ogni pianeta rapidamente rotante, gli anticicloni su Giove sono centri di alta pressione, mentre i cicloni lo sono di bassa pressione.
Il vortice sicuramente più noto è la Grande Macchia Rossa (GRS, dall'inglese Great Red Spot), una vasta tempesta anticiclonica posta 22º a sud dell'equatore del pianeta. La formazione presenta un aspetto ovale e ruota in senso antiorario con un periodo di circa sei giorni. Le sue dimensioni, variabili, sono 24-40 000 km × 12-14 000 km: è quindi abbastanza grande da essere visibile già con telescopi amatoriali. Si tratta di una struttura svincolata da altre formazioni più profonde dell'atmosfera planetaria: le indagini infrarosse hanno mostrato che la tempesta è più fredda rispetto alle zone circostanti, segno che si trova più in alto rispetto a esse: lo strato più alto di nubi della GRS infatti svetta di circa 8 km sugli strati circostanti. Anche prima che le sonde Voyager dimostrassero che si trattava di una tempesta, vi era già una forte evidenza che la Macchia fosse una struttura a sé stante, come d'altronde appariva dalla sua rotazione lungo il pianeta tutto sommato indipendente dal resto dell'atmosfera.

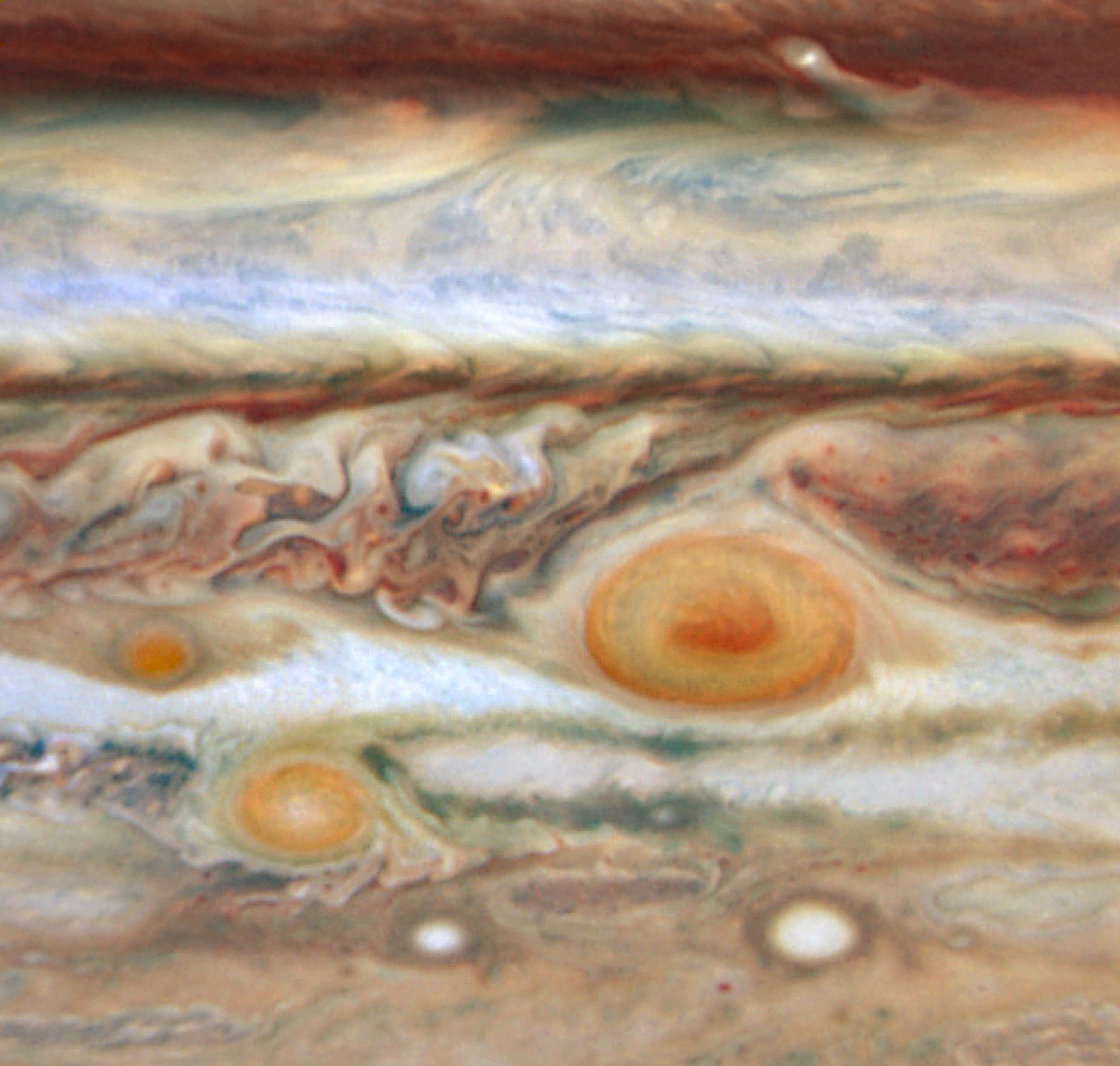
Alcune tempeste riprese dal telescopio spaziale Hubble: la Grande Macchia Rossa, l'Ovale BA (in basso a sinistra) e un'altra macchia rossastra di recente formazione; al di sotto di esse, due ovali biancastri simili a quelli da cui ebbe origine l'Ovale BA. NASA

La Macchia varia notevolmente di gradazione, passando dal rosso mattone al salmone pastello, e talvolta anche al bianco; non è ancora noto cosa determini la colorazione rossa della macchia. Alcune teorie, suffragate dai dati sperimentali, suggeriscono che possa essere causata dai medesimi cromofori, in quantità differenti, presenti nel resto dell'atmosfera gioviana.
Non è noto se i cambiamenti che la Macchia manifesta siano il risultato di normali fluttuazioni periodiche, né tanto meno per quanto ancora essa durerà; i modelli fisico-matematici suggeriscono però che la tempesta sia stabile e quindi possa costituire, al contrario di altre, una formazione permanente del pianeta.
Tempeste simili a questa, anche se temporanee, non sono infrequenti nelle atmosfere dei pianeti giganti gassosi: per esempio, Nettuno ha posseduto per un certo tempo una Grande Macchia Scura, e Saturno mostra periodicamente per brevi periodi delle Grandi Macchie Bianche. Anche Giove presenta degli ovali bianchi (detti WOS, acronimo di White Oval Spots, Macchie Ovali Bianche), assieme ad altri marroni; si tratta tuttavia di tempeste minori transitorie, per questo prive di una denominazione. Gli ovali bianchi sono in genere composti da nubi relativamente fredde poste nell'alta atmosfera; gli ovali marroni sono invece più caldi, e si trovano ad altitudini medie. La durata di queste tempeste si aggira indifferentemente tra poche ore o molti anni.
Nel 2000, nell'emisfero australe del pianeta, si è originata dalla fusione di tre ovali bianchi una formazione simile alla GRS, ma di dimensioni più piccole. Denominata tecnicamente Ovale BA, la formazione ha subito un'intensificazione dell'attività e un cambiamento di colore dal bianco al rosso, che le è valso il soprannome di Red Spot Junior.
Infine Juno ha scoperto 8 vortici uguali al polo nord disposti ai vertici di un ottagono (l'ottagono di Giove), con al centro un nono vortice, e 5 vortici uguali al polo sud disposti come i vertici di un pentagono (il pentagono di Giove), con al centro un sesto vortice, poi trasformatosi in un esagono con al centro un settimo vortice (l'esagono di Giove). Sono simili all'esagono di Saturno, anche lui un vortice.

## Campo magnetico e magnetosfera

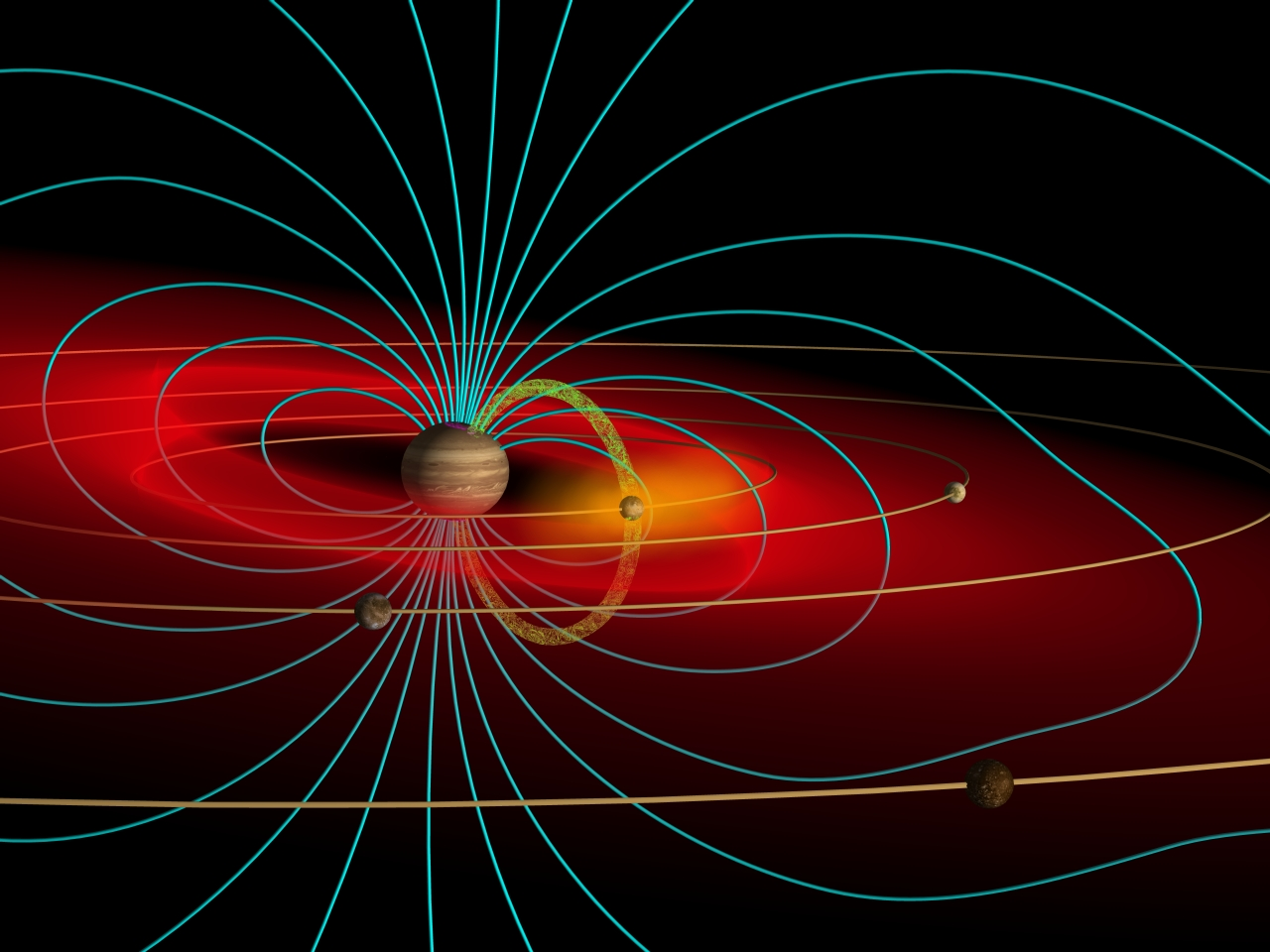
Rappresentazione schematica della magnetosfera di Giove. In azzurro sono indicate le linee di forza del campo magnetico; in rosso il toroide di Io.

Le correnti elettriche all'interno del mantello di idrogeno metallico generano un campo magnetico dipolare, inclinato di 10º rispetto all'asse di rotazione del pianeta. Il campo raggiunge un'intensità variabile tra 0,42 millitesla all'equatore e 1,3 mT ai poli, che lo rende il più intenso campo magnetico del sistema solare (con l'eccezione di quello nelle macchie solari), 14 volte superiore al campo geomagnetico. I dati trasmessi dalla sonda Juno mostrano un campo magnetico globale di 0,777 mT, superiore a quanto stimato in precedenza. Il campo magnetico di Giove preserva la sua atmosfera dalle interazioni col vento solare deflettendolo e creando una regione appiattita, la magnetosfera, costituita da un plasma di composizione molto differente da quello del vento solare. La magnetosfera gioviana è la più grande e potente fra tutte le magnetosfere dei pianeti del sistema solare, nonché la struttura più grande del sistema non appartenente al Sole: si estende nel sistema solare esterno per molte volte il raggio di Giove (RJ) e raggiunge un'ampiezza massima che può superare l'orbita di Saturno.
La magnetosfera di Giove è convenzionalmente divisa in tre parti: la magnetosfera interna, intermedia ed esterna. La magnetosfera interna è situata a una distanza inferiore a 10 raggi gioviani (RJ) dal pianeta; il campo magnetico al suo interno rimane sostanzialmente dipolare, poiché ogni contributo proveniente dalle correnti che fluiscono dal plasma magnetosferico equatoriale risulta piccolo. Nelle regioni intermedie (tra 10 e 40 RJ) ed esterne (oltre 40 RJ) il campo magnetico non è più dipolare e risulta seriamente disturbato dalle sue interazioni col plasma solare.

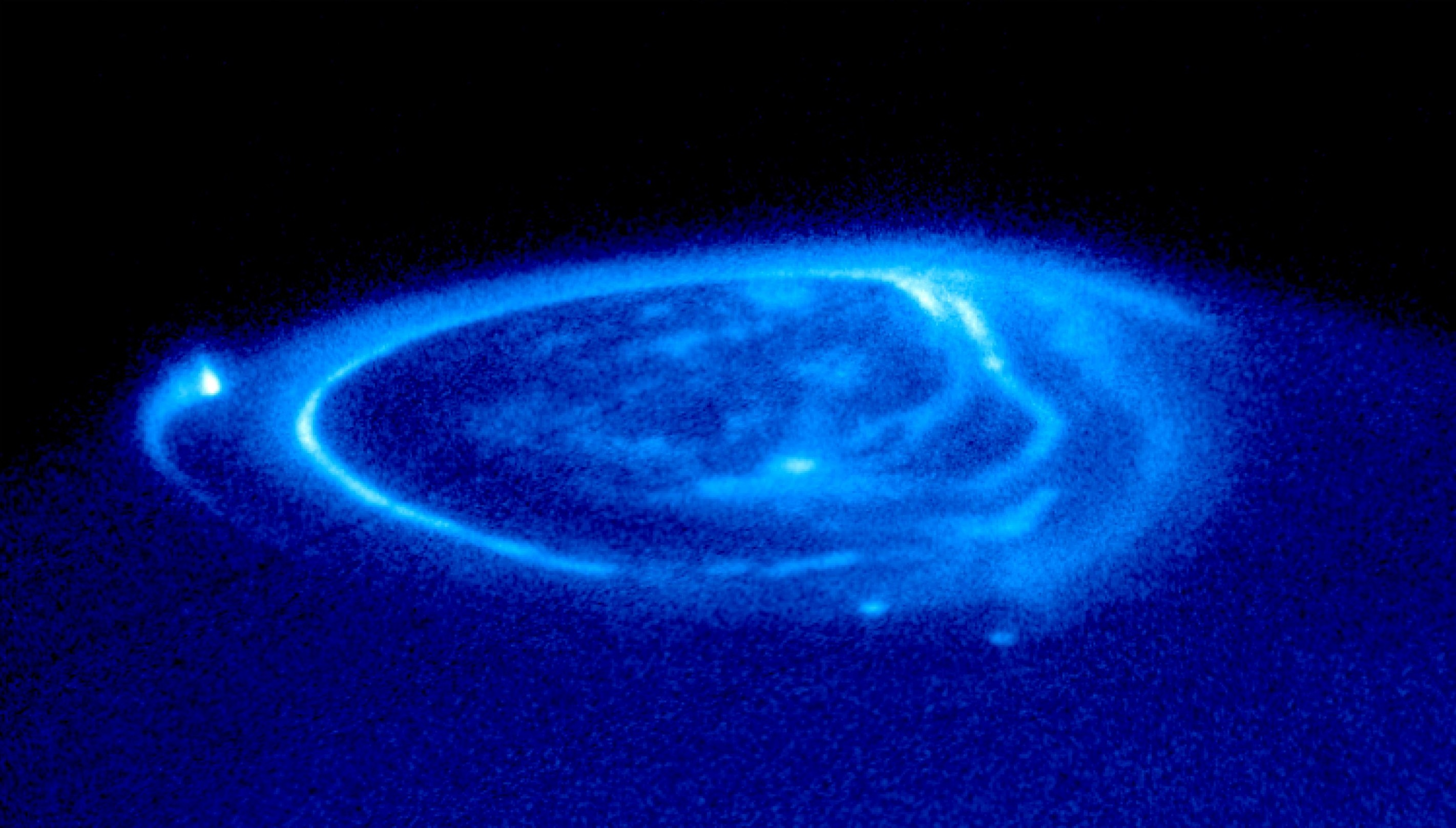
Immagine ultravioletta di un'aurora gioviana ripresa dal telescopio Hubble; i tre punti brillanti sono generati, rispettivamente, dalle interazioni di Io, Ganimede ed Europa; la fascia di radiazione più intensa è detta ovale aurorale principale, al cui interno si trovano le cosiddette emissioni polari. NASA

Le eruzioni che avvengono sul satellite galileiano Io contribuiscono ad alimentare la magnetosfera gioviana generando un importante toroide di plasma, che carica e rafforza il campo magnetico formando la struttura denominata magnetodisk. Le forti correnti che circolano nella regione interna della magnetosfera danno origine a intense fasce di radiazione, simili alle fasce di van Allen terrestri, ma migliaia di volte più potenti; queste forze generano delle aurore perenni attorno ai poli del pianeta e intense emissioni radio.
L'interazione delle particelle energetiche con la superficie delle lune galileiane maggiori influenza notevolmente le loro proprietà chimiche e fisiche, ed entrambi influenzano e sono influenzati dal particolare moto del sottile sistema di anelli del pianeta.
A una distanza media di 75 RJ (compresa tra circa 45 e 100 RJ a seconda del periodo del ciclo solare) dalla sommità delle nubi del pianeta è presente una lacuna tra il plasma del vento solare e il plasma magnetosferico, che prende il nome di magnetopausa. Al di là di essa, a una distanza media di 84 RJ dal pianeta, si trova il bow shock, il punto in cui il flusso del vento viene deflesso dal campo magnetico.

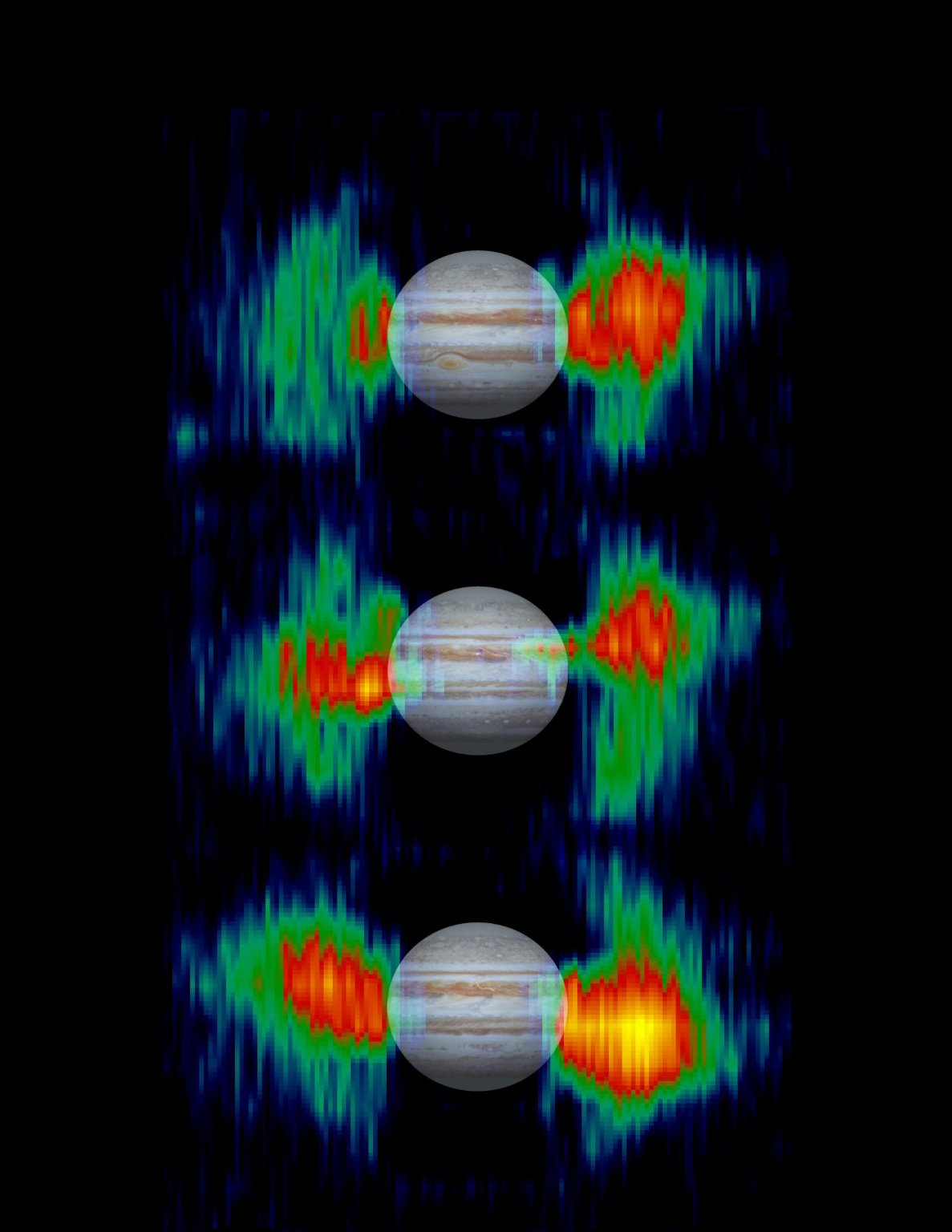
Immagine nel visibile del pianeta sovrapposta ai dati ottenuti dalle osservazioni radio; da notare l'area toroidale che circonda l'equatore del pianeta.

### Emissione radio magnetosferica
Le correnti elettriche delle fasce di radiazione generano delle emissioni radio di frequenza variabile tra 0,6 e 30 MHz, che rendono Giove un'importante radiosorgente. Le prime analisi, condotte da Burke e Franklin, rivelarono che l'emissione è caratterizzata da flash intorno ai 22,2 MHz e che il loro periodo coincideva con il periodo di rotazione del pianeta, la cui durata fu quindi determinata con maggiore accuratezza. Essi riconobbero inizialmente due tipologie di emissione: i lampi lunghi (long o L-bursts), della durata di alcuni secondi, e i lampi corti (short o S-bursts), che durano poco meno di un centesimo di secondo.
Sono state in seguito scoperte altre tre forme di segnale radio trasmesse dal pianeta:
- Esplosioni radio decametriche (con lunghezze d'onda di decine di metri), che variano con la rotazione del pianeta e sono influenzate dalle interazioni tra Io e la magnetosfera gioviana.[159]
- Emissioni radio decimetriche (con lunghezze d'onda di alcune decine di centimetri),[10] la cui origine è stata imputata alla radiazione di ciclotrone emessa dagli elettroni accelerati dal campo magnetico in un'area toroidale che ne circonda l'equatore.[160]
- Irraggiamento termico prodotto dal calore dell'atmosfera del pianeta.[10]

La forte modulazione periodica dell'emissione radio e particellare, che corrisponde al periodo di rotazione del pianeta, rende Giove affine a una pulsar. È bene comunque considerare che l'emissione radio del pianeta dipende fortemente dalla pressione del vento solare e, quindi, dall'attività solare stessa.

## Anelli
Giove possiede un debole sistema di anelli planetari, il terzo a essere stato scoperto nel sistema solare, dopo quello di Saturno e quello di Urano. Fu osservato per la prima volta nel 1979 dalla sonda Voyager 1, ma fu analizzato più approfonditamente negli anni novanta dalla sonda Galileo e, a seguire, dal telescopio spaziale Hubble e dai più grandi telescopi di Terra.

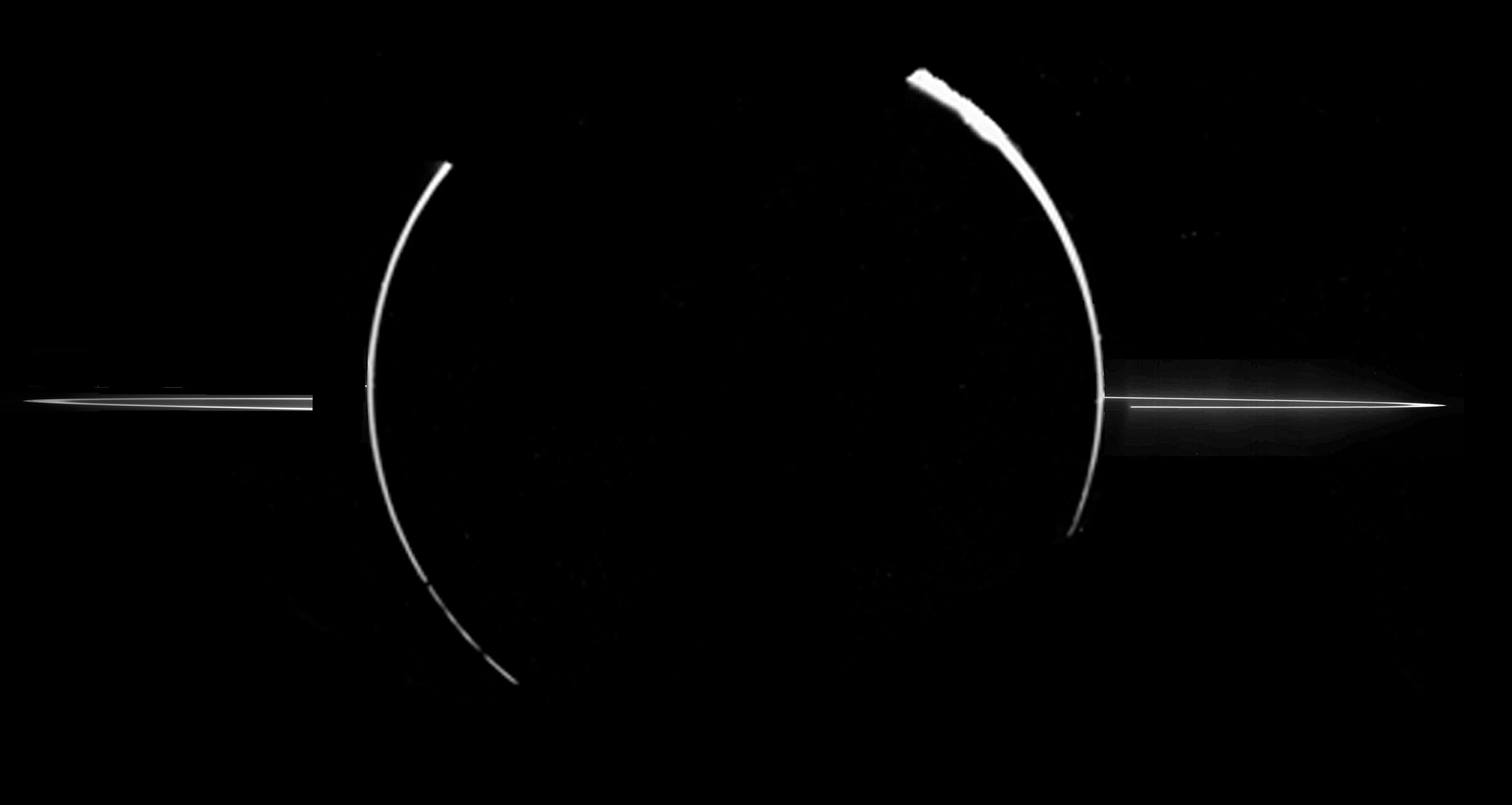
Un mosaico di fotografie degli anelli di Giove scattate dalla Galileo mentre si trovava nel cono d'ombra del pianeta. NASA

Il sistema di anelli consiste principalmente di polveri, presumibilmente silicati. È suddiviso in quattro parti principali: un denso toro di particelle noto come anello di alone; una fascia relativamente brillante, ma eccezionalmente sottile nota come anello principale; due deboli fasce più esterne, detti anelli Gossamer (letteralmente garza), che prendono il nome dai satelliti il cui materiale superficiale ha dato origine a questi anelli: Amaltea (anello Gossamer di Amaltea) e Tebe (anello Gossamer di Tebe).
L'anello principale e l'anello di alone sono costituiti da polveri originarie dei satelliti Metis e Adrastea ed espulse nello spazio in seguito a violenti impatti meteorici. Le immagini ottenute nel febbraio e nel marzo 2007 dalla missione New Horizons hanno mostrato inoltre che l'anello principale possiede una ricca struttura molto fine.
All'osservazione nel visibile e nell'infrarosso vicino gli anelli hanno un colore tendente al rosso, eccezion fatta per l'anello di alone, che appare di un colore neutro o comunque tendente al blu. Le dimensioni delle polveri che compongono il sistema sono variabili, ma è stata riscontrata una netta prevalenza di polveri di raggio pari a circa 15 μm in tutti gli anelli tranne in quello di alone, probabilmente dominato da polveri di dimensioni nanometriche. La massa totale del sistema di anelli è scarsamente conosciuta, ma è probabilmente compresa tra 1011 e 1016 kg. L'età del sistema è sconosciuta, ma si ritiene che esista sin dalla formazione del pianeta madre.

## Satelliti naturali
Giove è circondato da una nutrita schiera di satelliti naturali, i cui membri attualmente identificati sono 95, che lo rendono il pianeta con il più grande corteo di satelliti con orbite ragionevolmente sicure del sistema solare. Otto di questi sono definiti satelliti regolari e possiedono orbite prograde (ovvero, che orbitano nello stesso senso della rotazione di Giove), quasi circolari e poco inclinate rispetto al piano equatoriale del pianeta. La classe è suddivisa in due gruppi:

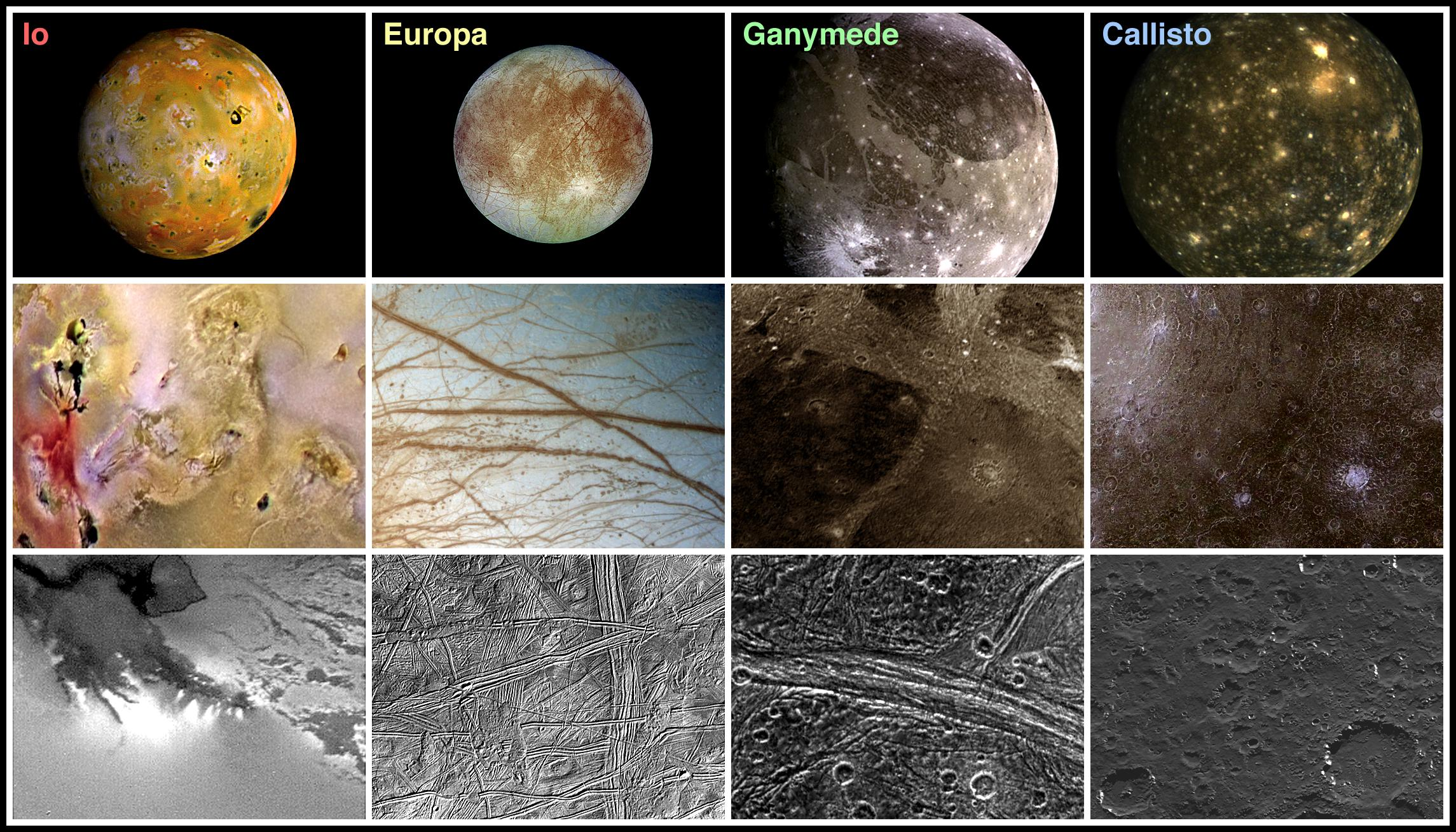
I quattro satelliti galileiani: Io, Europa, Ganimede, Callisto.

- Gruppo di Amaltea o interno, che costituisce il gruppo di satelliti più vicino al pianeta; ne fanno parte Metis, Adrastea, Amaltea e Tebe, che sono la sorgente delle polveri che vanno a formare il sistema di anelli del pianeta.[169]
- Gruppo principale o Satelliti medicei o galileiani; vi appartengono Io, Europa, Ganimede e Callisto e sono gli unici a presentare, in virtù della loro massa, una forma sferoidale.

Le restanti 84 lune sono annoverate tra i satelliti irregolari, le cui orbite, sia prograde sia retrograde (che orbitano in senso opposto rispetto al senso di rotazione di Giove), sono poste a una maggiore distanza dal pianeta madre e presentano alti valori di inclinazione ed eccentricità orbitale. Questi satelliti sono spesso considerati più che altro degli asteroidi (cui spesso assomigliano per dimensioni e composizione) catturati dalla grande gravità del gigante gassoso e frammentati a seguito di collisioni; di questi 22 non hanno ancora ricevuto un nome, mentre altri 8 non sono stati più osservati dopo la loro scoperta e sono considerati persi.
L'identificazione dei gruppi (o famiglie) satellitari è sperimentale; si riconoscono due principali categorie, che differiscono per il senso in cui orbita il satellite: i satelliti progradi e quelli retrogradi; queste due categorie a loro volta assommano le diverse famiglie.
- Satelliti progradi:
  - Gruppo di Imalia.[174]
  - Gruppo di Carpo.[20]
- Satelliti retrogradi:
  - Gruppo di Carme.[175]
  - Gruppo di Ananke.[175]
  - Gruppo di Pasifae.[174]

Non tutti i satelliti appartengono a una famiglia; esulano infatti da questo schema Temisto  e Valetudo.
Il numero preciso di satelliti non sarà mai quantificato esattamente, perché i frammenti ghiacciati che compongono i suoi anelli possono tecnicamente essere considerati tali; inoltre, a tutt'oggi, l'Unione astronomica internazionale non ha voluto porre con precisione una linea arbitraria di distinzione tra satelliti minori e grandi frammenti ghiacciati.
I nomi dei satelliti di Giove sono ispirati a quelli di amanti o figlie del dio romano Giove, o del suo equivalente greco, Zeus.

## Interazioni col resto del sistema solare
La forza di gravità di Giove ha contribuito, insieme a quella del Sole, a plasmare il sistema solare. Giove possiede infatti una vasta sfera di Hill, la più grande del sistema solare eccetto, ovviamente, quella del Sole; essa si estende da un minimo di 0,30665 a un massimo di 0,33786 au dal centro del pianeta, pari a rispettivamente 45,87 e a 50,54 milioni di chilometri. Tali dimensioni rendono quindi l'idea del ruolo che il pianeta svolge nel regolare gli assetti gravitazionali del sistema planetario.

Le orbite dei satelliti esterni; da notare la loro forte inclinazione, probabile segno che si tratta di asteroidi catturati dal grande campo gravitazionale di Giove.

Il pianeta è il responsabile di gran parte delle lacune di Kirkwood nella fascia principale degli asteroidi, e si ritiene che sia stato il principale fautore dell'intenso bombardamento tardivo nelle prime fasi della storia del sistema solare. Inoltre, la maggioranza delle comete periodiche appartiene alla famiglia delle comete gioviane, i cui membri sono caratterizzati da avere orbite i cui semiassi maggiori sono inferiori a quello del pianeta. Tali comete si sarebbero formate all'interno della fascia di Kuiper, ma la loro orbita particolarmente ellittica sarebbe il risultato dell'attrazione del Sole e delle perturbazioni gravitazionali esercitate da Giove durante il passaggio delle comete nei pressi del gigante gassoso.

### Cattura temporanea di satelliti
La grande sfera di Hill permette al pianeta di catturare temporaneamente diversi corpi minori e di porli in orbita intorno a esso; l'avverbio temporaneamente può essere inteso sia su una scala temporale "astronomica", quindi dell'ordine del milione di anni o più, sia su scale temporali "umane", da alcuni mesi sino a qualche decennio.
Tra i satelliti temporanei, noti anche come TSC (dall'inglese Temporary Satellite Capture), catturati nell'ultimo secolo si annoverano anche alcune comete periodiche, come 39P/Oterma, 82P/Gehrels, 111P/Helin-Roman-Crockett, 147P/Kushida-Muramatsu, P/1996 R2 Lagerkvist e probabilmente anche la famosa D/1993 F2 Shoemaker-Levy 9.
Giove sicuramente cattura in via temporanea anche asteroidi, ma non è stato finora osservato alcun caso; si ipotizza comunque che i satelliti irregolari del sistema gioviano esterno potrebbero essere degli asteroidi catturati.

### Asteroidi troiani

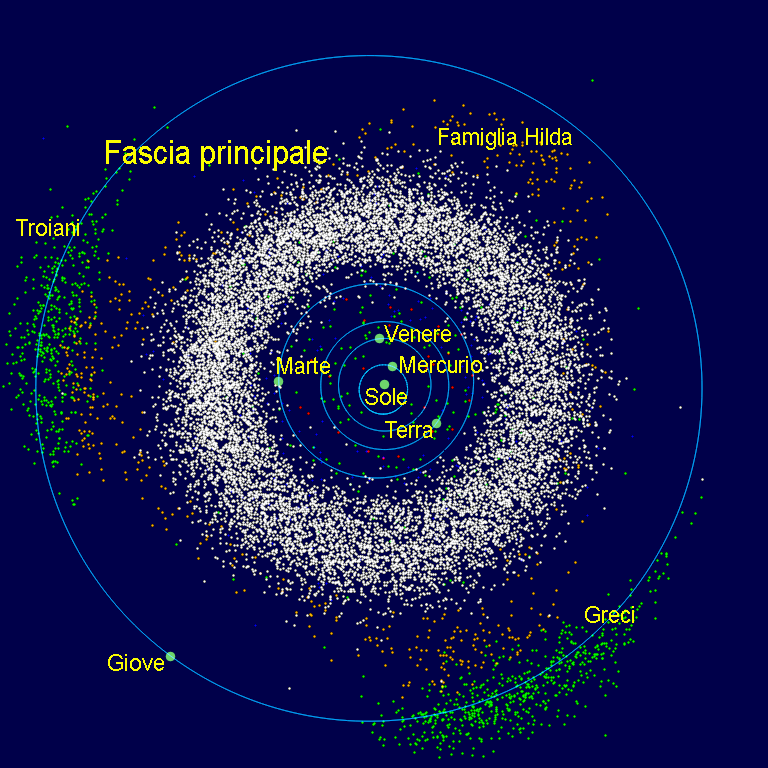
Gli asteroidi troiani di Giove (colorati in verde) sono visibili anteriormente e posteriormente a Giove in corrispondenza del suo tragitto orbitale. L'immagine mostra anche la fascia principale, tra le orbite di Marte e Giove (in bianco), e la famiglia Hilda (in marrone).

Oltre al sistema di satelliti, il campo gravitazionale di Giove controlla numerosi asteroidi, detti asteroidi troiani, che sono vincolati in corrispondenza di alcuni punti di equilibrio del sistema gravitazionale Sole-Giove, i punti di Lagrange, in cui l'attrazione complessiva è nulla. In particolare, il maggiore addensamento di asteroidi si ha in corrispondenza dei punti L4 ed L5 (che, rispettivamente, precede e segue di 60º Giove nel suo tragitto orbitale), poiché il triangolo di forze con vertici Giove-Sole-L4 oppure Giove-Sole-L5 permette a essi di avere un'orbita stabile. Gli asteroidi troiani si distribuiscono in due regioni oblunghe e curve attorno ai punti lagrangiani, e possiedono orbite attorno al Sole con semiasse maggiore medio di circa 5,2 au.
Il primo asteroide troiano, 588 Achilles, fu scoperto nel 1906 da Max Wolf; attualmente se ne conoscono oltre 4000, ma si ritiene che il numero di troiani più grandi di 1 km sia dell'ordine del milione, vicino a quello calcolato per gli asteroidi più grandi di 1 km nella fascia principale. Come nella maggior parte delle cinture asteroidali, i troiani si raggruppano in famiglie. I troiani di Giove sono degli oggetti oscuri con spettri tendenti al rosso e privi di formazioni, che non rivelano la presenza certa di acqua o composti organici.
I nomi degli asteroidi troiani di Giove derivano da quelli degli eroi che, secondo la mitologia greca, presero parte alla Guerra di Troia; i troiani di Giove si dividono in due gruppi principali: il campo greco (o gruppo di Achille), posto sul punto L4, in cui gli asteroidi hanno i nomi degli eroi greci, e il campo troiano (o gruppo di Patroclo), sul punto L5, i cui asteroidi hanno il nome degli eroi troiani. Tuttavia, alcuni asteroidi non seguono questo schema: 617 Patroclus e 624 Hektor vennero denominati prima che venisse scelto di operare questa divisione; di conseguenza, un eroe greco appare nel campo troiano e un eroe troiano si trova nel campo greco.

### Impatti
Giove è stato spesso accreditato come lo "spazzino" del sistema solare, per via del suo immane pozzo gravitazionale e della sua posizione relativamente vicina al sistema solare interno, che lo rendono l'attrattore della maggior parte degli oggetti vaganti nelle sue vicinanze; per tale ragione è anche il pianeta con la maggior frequenza di impatti dell'intero sistema solare.
Testimonianze di impatti sul pianeta gigante sembrano risalire già al XVII secolo: l'astrofilo giapponese Isshi Tabe ha scoperto tra i carteggi delle osservazioni di Giovanni Cassini alcuni disegni che rappresentano una macchia scura, apparsa su Giove il 5 dicembre 1690, e ne seguono l'evoluzione durante diciotto giorni; potrebbero quindi costituire la prova di un impatto antecedente a quello della Shoemaker-Levy 9 (vedi sotto). Un altro impatto degno di nota, presumibilmente di un asteroide di circa 500 m di diametro che apparteneva alla famiglia Hilda, si è verificato nel luglio del 2009 e ha prodotto nell'atmosfera del pianeta una macchia scura, simile in dimensioni all'Ovale BA, dissoltasi nell'arco di poche settimane.

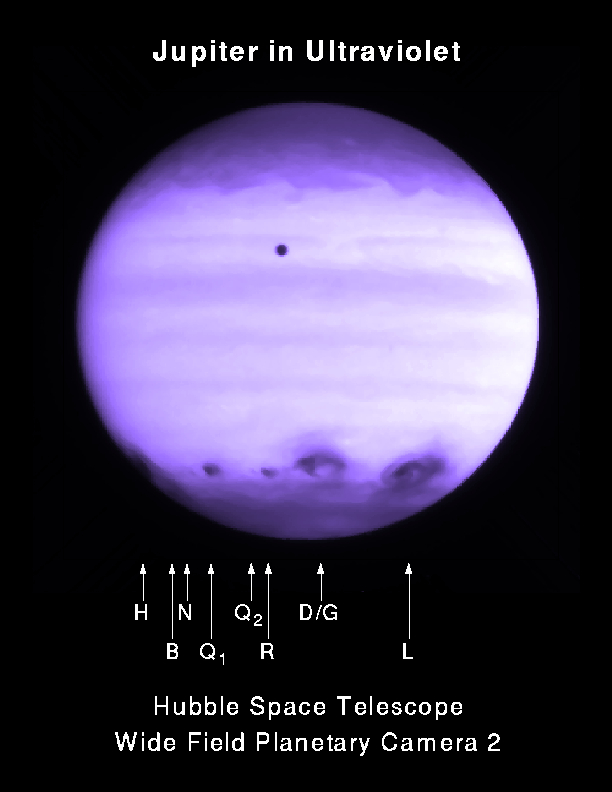
Giove ripreso nell'ultravioletto dal telescopio Hubble poco dopo l'impatto con la Shoemaker-Levy 9. Le lettere indicano i frammenti della cometa responsabili dei segni scuri segnalati dalle frecce.

#### L'impatto della cometa Shoemaker-Levy 9
Tra il 16 e il 22 luglio del 1994 i frammenti della cometa D/1993 F2 Shoemaker-Levy 9 precipitarono su Giove; è stata la prima, e finora unica, cometa a essere osservata durante la sua collisione con un pianeta. Scoperta il 25 marzo 1993 dagli astronomi Eugene e Carolyn Shoemaker e da David Levy, la cometa destò immediato interesse nella comunità scientifica perché in orbita attorno al pianeta e non direttamente intorno al Sole. Catturata da Giove presumibilmente tra la seconda metà degli anni sessanta e i primi anni settanta, la Shoemaker-Levy 9, il cui nucleo era stato disgregato in 21 frammenti dalle forze di marea del gigante gassoso, si presentava nel 1993 come una lunga fila di punti luminosi immersi nella luminescenza delle loro code.
Studi orbitali permisero di concludere già poco dopo la scoperta che la cometa sarebbe caduta sul pianeta entro il luglio del 1994; fu quindi avviata un'estesa campagna osservativa che coinvolse numerosi strumenti per la registrazione dell'evento. Le macchie scure che si formarono sul pianeta a seguito della collisione furono osservabili dalla Terra per diversi mesi, prima che l'attiva atmosfera gioviana riuscisse a cancellare tali cicatrici.
L'evento ebbe una rilevanza mediatica considerevole, ma contribuì notevolmente anche alle conoscenze scientifiche sul sistema solare; in particolare, le esplosioni causate dalla caduta della cometa si rivelarono molto utili per investigare sulla composizione chimica e sulle proprietà fisiche dell'atmosfera di Giove sotto gli immediati strati superficiali.

## Possibilità di sostenere la vita

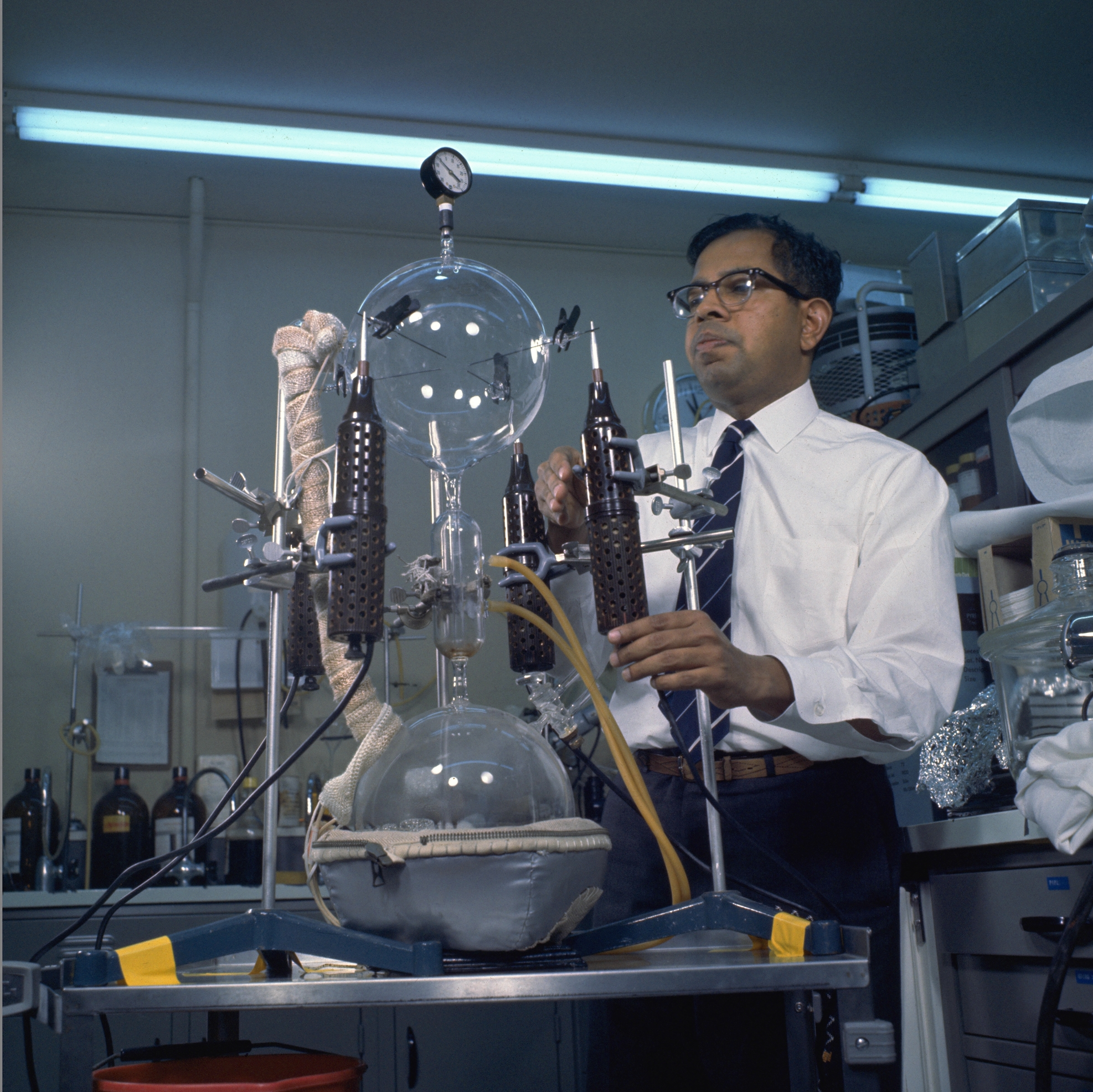
Un esperimento della NASA per testare la possibilità della vita su Giove, sull'impronta dell'esperimento di Miller-Urey.

Nel 1953 il neolaureato Stanley Miller e il suo professore Harold Urey realizzarono un esperimento che provò che molecole organiche si sarebbero potute formare spontaneamente sulla Terra primordiale a partire da precursori inorganici. In quello che è passato alla storia come l'"esperimento di Miller-Urey" si fece uso di una soluzione gassosa altamente riducente, contenente metano, ammoniaca, idrogeno e vapore acqueo, per formare, sotto l'esposizione di una scarica elettrica continua (che simulava i frequenti fulmini che dovevano squarciare i cieli della Terra primitiva), sostanze organiche complesse e alcuni monomeri di macromolecole fondamentali per la vita, come gli amminoacidi delle proteine.
Poiché la composizione dell'atmosfera di Giove ricalca quella che doveva essere la composizione dell'atmosfera terrestre primordiale e al suo interno avvengono con una certa frequenza intensi fenomeni elettrici, lo stesso esperimento è stato replicato per verificarne le potenzialità nel generare le molecole che stanno alla base della vita. Tuttavia, la forte circolazione verticale dell'atmosfera gioviana porterebbe via gli eventuali composti che si verrebbero a produrre nelle zone basse dell'atmosfera del pianeta; inoltre, le elevate temperature di queste regioni provocherebbero la decomposizione di queste molecole, impedendo in tal modo la formazione della vita così come la conosciamo.
Per queste ragioni, si ritiene altamente improbabile che su Giove vi possa essere vita simile a quella terrestre, anche in forme molto semplici come i procarioti, per via degli scarsi quantitativi d'acqua, per l'assenza di una superficie solida e per le altissime pressioni che si riscontrano nelle aree interne. Tuttavia nel 1976, prima delle missioni Voyager, si ipotizzava che nelle regioni più alte dell'atmosfera gioviana potessero evolversi delle forme di vita basate sull'ammoniaca e su altri composti dell'azoto; la congettura è stata formulata prendendo spunto dall'ecologia dei mari terrestri in cui, a ridosso della superficie, si addensano semplici organismi fotosintetici, come il fitoplancton, subito al di sotto dei quali si trovano i pesci che si cibano di essi, e più in profondità i predatori marini che si nutrono dei pesci. I tre ipotetici equivalenti di questi organismi su Giove sono stati definiti da Sagan e Salpeter rispettivamente:"galleggiatori", "sprofondatori" e "cacciatori" (in lingua inglese, floaters, sinkers e hunters), e sono stati immaginati come delle creature simili a bolle di dimensioni gigantesche che si muovono per propulsione, espellendo l'elio atmosferico.
I dati forniti dalle due Voyager nel 1979 hanno confermato la non idoneità del gigante gassoso a supportare eventuali forme di vita.

## Giove nella cultura

### Etimologia e significato mitologico-religioso

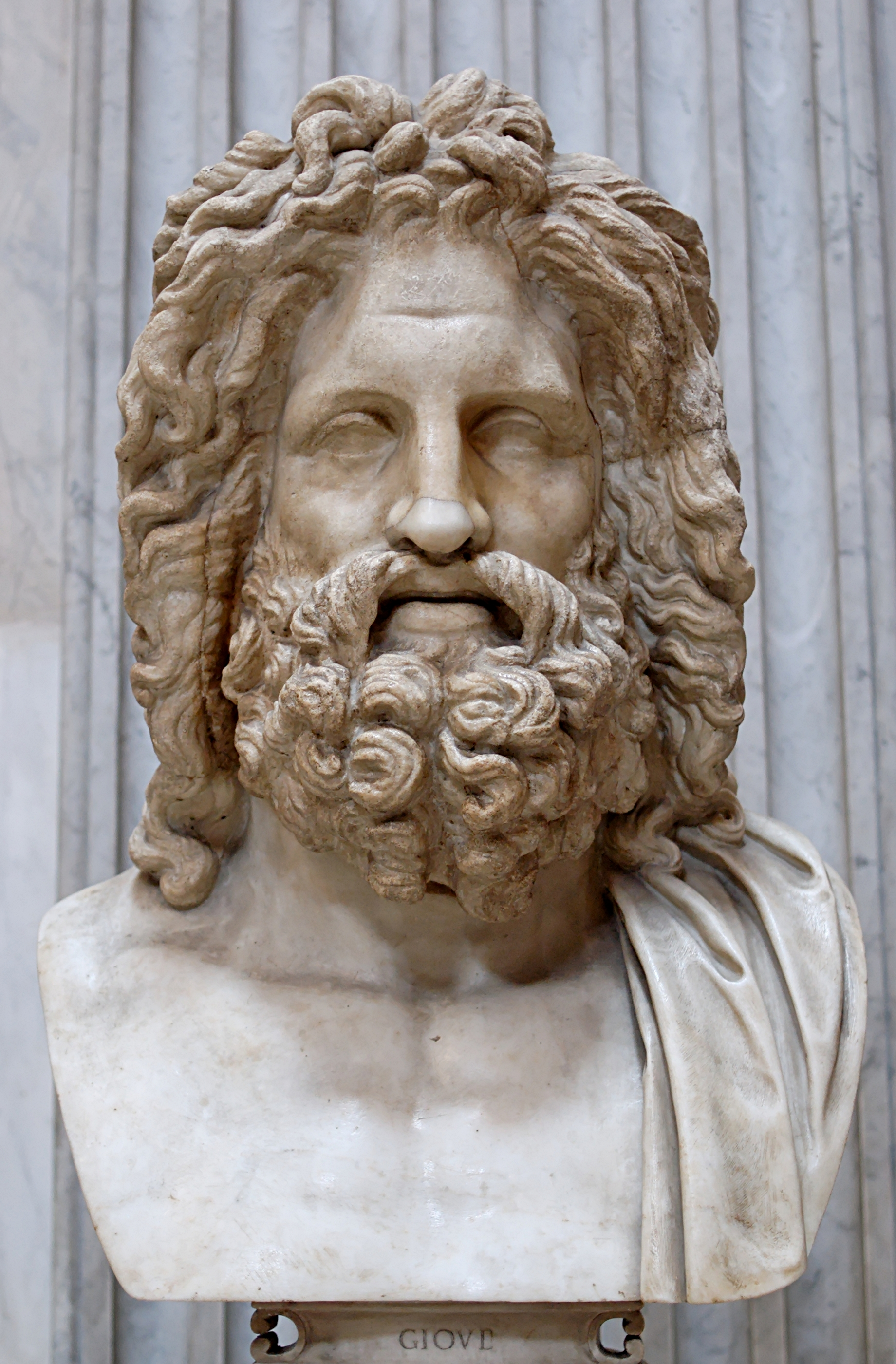
Lo Zeus di Otricoli. Marmo, copia romana di originale bronzeo greco del IV secolo a.C. Musei Vaticani.

La grande luminosità di Giove, che lo rende ben visibile nel cielo notturno, lo ha reso oggetto di numerosi culti religiosi da parte delle civiltà antiche, per prime le civiltà mesopotamiche. Per i Babilonesi, il pianeta rappresentava Marduk, il primo fra gli dei e il creatore dell'uomo.
L'analogo greco di Marduk era Zeus (in greco antico Ζεύς), che era spesso poeticamente chiamato con il vocativo Ζεῦ πάτερ (Zeu pater, O padre Zeus!). Il nome è l'evoluzione di Di̯ēus, il dio del cielo diurno della religione protoindoeuropea, chiamato anche Dyeus ph2tēr (Padre Cielo). Il dio era conosciuto con questo nome anche in sanscrito (Dyaus/Dyaus Pita) e in latino (Iuppiter, originariamente Diespiter), lingue che elaborarono la radice *dyeu- ("splendere" e nelle sue forme derivate "cielo, paradiso, dio"); in particolare, il nome latino della divinità, che deriva dal vocativo *dyeu-ph2tēr, presenta molte analogie con il sostantivo deus-dīvus (dio, divino) e dis (una variazione di dīves, ricco) che proviene dal simile sostantivo *deiwos. Zeus/Giove è quindi l'unica divinità del Pantheon olimpico il cui nome abbia un'origine indoeuropea così marcata. Zeus/Giove era re degli dei, sovrano dell'Olimpo, dio del cielo e del tuono. Famoso per le sue frequentissime avventure erotiche extraconiugali, fu padre di divinità, eroi ed eroine e la sua figura è presente nella maggior parte delle leggende che li riguardano.
Dalla medesima radice indoeuropea trae origine anche il nome dell'equivalente nella religione germanica e in quella norrena (*Tīwaz, confronta in alto tedesco antico Ziu e in norreno Týr). Tuttavia, se per Greci e Romani il dio del cielo era anche il più grande degli dei, nelle culture nordiche questo ruolo era attribuito a Odino: di conseguenza questi popoli non identificavano, per il suo attributo primario di dio del tuono, Zeus/Giove né con Odino né con Tyr, quanto piuttosto con Thor (Þórr). Da notare comunque come il quarto giorno della settimana sia dedicato da entrambe le culture, quella greco romana e quella nordica, come il giorno dedicato a Giove: giovedì deriva infatti dal latino Iovis dies, mentre l'equivalente inglese, Thursday, significa "giorno di Thu[no]r" (nome inglese antico di Thor).
Pure l'equivalente tedesco Donnerstag significa letteralmente "giorno del tuono".

### Nell'astrologia

Il simbolo astrologico di Giove.

Nell'astrologia occidentale il pianeta Giove è associato al principio della crescita, dell'espansione, della prosperità e della buona sorte, così come al senso interiore di giustizia di una persona, alla moralità e ai suoi più alti intenti e ideali. Governa i viaggi lunghi, specialmente quelli all'estero, l'educazione più elevata, la religione e la legge; è inoltre associato a una propensione alla libertà e all'esplorazione, ai ruoli umanitari e protettivi, e con la capacità di rendere allegri e felici, o gioviali. Il pianeta è domiciliato nel Sagittario (domicilio diurno) e nei Pesci (domicilio notturno), in esaltazione nel Cancro, in esilio nei Gemelli e nella Vergine, in caduta nel Capricorno.
Nell'astrologia moderna Giove è ritenuto il possessore della nona e della dodicesima casa, ma tradizionalmente gli erano assegnate la seconda e la nona (rispettivamente, la casa dei valori e dei pensieri) e aveva "gioia" nell'undicesima casa, degli amici e delle aspirazioni.
Nell'astrologia medica il pianeta governa il sangue ed è associato al fegato, all'ipofisi e alla disposizione del tessuto adiposo.
Nell'astrologia cinese Giove era chiamato la stella del legno (木星) ed era importante in quanto considerato foriero di prosperità, al punto che al tempo della dinastia Zhou era noto con il nome Sui Xing, che significa Il Pianeta dell'Anno. La sua importanza era tale che l'imperatore nominava direttamente un funzionario astronomo il cui compito specifico era l'osservazione del pianeta, di cui doveva registrare scrupolosamente la posizione rispetto alle costellazioni zodiacali, gli spostamenti al loro interno, e perfino il suo colore: se questo appariva tendente al rosso l'opulenza avrebbe regnato nelle regioni dell'impero situate geograficamente verso la direzione in cui il pianeta era visibile nel cielo; se invece il colore era giallo allora la prosperità era da ritenersi diffusa su tutto l'impero.
Nell'astrologia indiana Giove è chiamato Guru o Bṛhaspati ed è noto come il "grande maestro".

### Nella letteratura e nelle opere di fantascienza

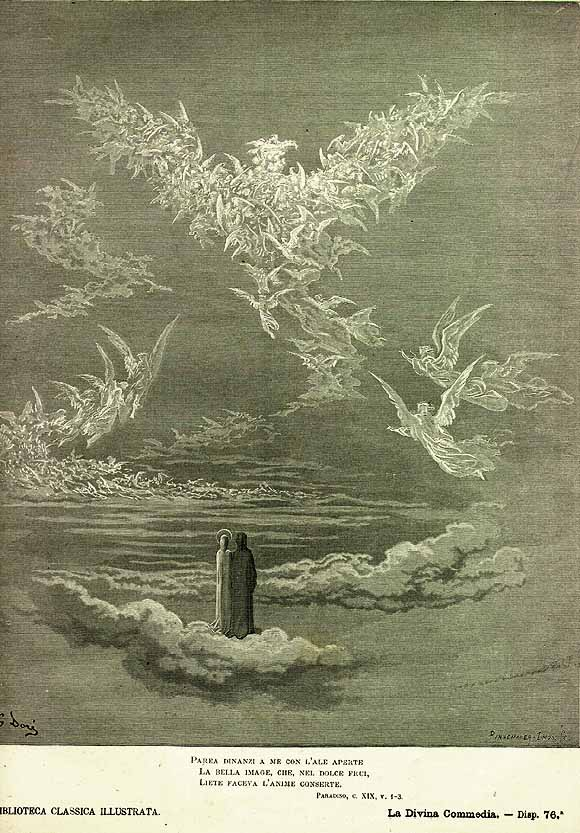
I beati del Cielo di Giove nell'Aquila imperiale; incisione di Gustave Doré.

Giove, nonostante la sua grande luminosità, non ha goduto di grande attenzione nel mondo letterario antico e medioevale; il pianeta, infatti, compare principalmente come riferimento per il suo significato astrologico. Marco Manilio, nei suoi Astronomicon libri, descriveva Giove come un pianeta dagli influssi temperati e benigni, e lo definiva come il pianeta più benefico. Dante Alighieri, nel Convivio, associa Giove all'arte della geometria, poiché come Giove è la «stella di temperata complessione» (Con - II, 14) tra il cielo caldo di Marte e quello freddo di Saturno, così la geometria spazia tra il punto, suo principio primo, e il cerchio, figura perfetta e quindi sua massima realizzazione.
Il pianeta compare anche nel capolavoro del poeta fiorentino, la Divina Commedia, e in particolare nel Paradiso, di cui rappresenta il sesto Cielo. La virtù caratteristica dei beati di questo Cielo è la giustizia: esso è infatti sede delle anime di principi saggi e giusti (tra cui Re Davide, Traiano e Costantino), che appaiono a Dante come luci che volano e cantano, formando lettere luminose che compongono la frase «Diligite iustitiam qui iudicatis terram» («Amate la giustizia voi che giudicate il mondo»); in seguito i beati, a partire dall'ultima M (che è anche l'iniziale della parola "Monarchia", tematica cara a Dante), danno forma all'immagine di un'aquila, allegoria dell'Impero. Questo cielo è mosso dalle intelligenze angeliche della seconda gerarchia, cioè dalle dominazioni.
Solamente a partire dal XVIII secolo il pianeta fu utilizzato in quanto tale, come ambientazione fittizia per diverse opere letterarie a carattere filosofico: in Micromega, scritto da Voltaire nel 1752, l'eroe eponimo e il suo compagno saturniano si fermano su Giove per un anno, durante il quale hanno «imparato alcuni segreti veramente degni di nota».
Fu soprattutto verso la fine del XIX secolo che il pianeta divenne in maniera costante l'ambientazione di numerosi racconti del filone fantascientifico. Giove è stato spesso rappresentato, soprattutto nelle opere dei primi anni del Novecento, come un enorme pianeta roccioso circondato da un'atmosfera molto densa e spessa, prima che si scoprisse la sua vera natura di gigante gassoso, privo di una vera e propria superficie. Oltre al pianeta stesso è stato spesso utilizzato come ambientazione fantascientifica anche il suo sistema di satelliti.
Nel cinema è celebre l'ambientazione nel sistema gioviano dei film 2001: Odissea nello spazio di Stanley Kubrick, e 2010 - L'anno del contatto, sequel del precedente, di Peter Hyams.

### Titoli generali
- (EN) George Forbes, History of Astronomy, Londra, Watts & Co., 1909.
- (EN) Albrecht Unsöld, The New Cosmos, New York, Springer-Verlag, 1969.
- (EN) Cecilia Payne-Gaposchkin, Katherine Haramundanis, Introduction to Astronomy, Englewood Cliffs, Prentice-Hall, 1970, ISBN 0-13-478107-4.
- H. L. Shipman, L'Universo inquieto. Guida all'osservazione a occhio nudo e con il telescopio. Introduzione all'astronomia, Bologna, Zanichelli, 1984, ISBN 88-08-03170-5.
- H. Reeves, L'evoluzione cosmica, Milano, Rizzoli, 2000, ISBN 88-17-25907-1.
- (EN) Paul Murdin, Encyclopedia of Astronomy and Astrophysics, Bristol, Institute of Physics Publishing, 2000, ISBN 0-12-226690-0.
- AA. VV., L'Universo - Grande enciclopedia dell'astronomia, Novara, De Agostini, 2002.
- J. Gribbin, Enciclopedia di astronomia e cosmologia, Milano, Garzanti, 2005, ISBN 88-11-50517-8.
- W. Owen et al., Atlante illustrato dell'Universo, Milano, Il Viaggiatore, 2006, ISBN 88-365-3679-4.
- M. Rees, Universo. Dal big bang alla nascita dei pianeti. Dal sistema solare alle galassie più remote, Milano, Mondadori Electa, 2006,  p. 512, ISBN 88-370-4377-5.
- (EN) B. W. Carroll, D. A. Ostlie, An Introduction to Modern Astrophysics, 2ª ed., Pearson Addison-Wesley, 2007, ISBN 0-8053-0402-9.
- Dante Alighieri, La Divina Commedia, Paradiso.

### Titoli specifici

#### Sul sistema solare
- Margherita Hack, Alla scoperta del sistema solare, Milano, Mondadori Electa, 2003,  p. 264.
- (EN) Vari, Encyclopedia of the Solar System, Gruppo B, 2006,  p. 412, ISBN 0-12-088589-1.
- F. Biafore, In viaggio nel sistema solare. Un percorso nello spazio e nel tempo alla luce delle ultime scoperte, Gruppo B, 2008,  p. 146.
- W. Ferreri, L'osservazione dei pianeti, Gruppo B Editore, 2013, p. 77, ISBN 978-88-95650-40-1.
- C. Guaita, I giganti con gli anelli. Le rivoluzionarie scoperte sui pianeti esterni, Gruppo B, 2009.

#### Sul pianeta
- (EN) Eric Burgess, By Jupiter: Odysseys to a Giant, New York, Columbia University Press, 1982, ISBN 0-231-05176-X.
- (EN) Bertrand M. Peek, The Planet Jupiter: The Observer's Handbook, Londra, Faber and Faber Limited, 1981, ISBN 0-571-18026-4, OCLC 8318939.
- (EN) John H. Rogers, The Giant Planet Jupiter, Cambridge, Cambridge University Press, 1995, ISBN 0-521-41008-8, OCLC 219591510.
- (EN) Reta Beebe, Jupiter: The Giant Planet, 2ª ed., Washington, Smithsonian Institute Press, 1996, ISBN 1-56098-685-9.
- (EN) AA.VV., The New Solar System, a cura di Kelly J. Beatty; Carolyn Collins Peterson; Andrew Chaiki, 4ª ed., Massachusetts, Sky Publishing Corporation, 1999, ISBN 0-933346-86-7, OCLC 39464951.
- (EN) D. C. Jewitt; S. Sheppard ; C. Porco, F. Bagenal; T. Dowling; W. McKinnon, Jupiter: The Planet, Satellites and Magnetosphere (PDF), Cambridge, Cambridge University Press, 2004, ISBN 0-521-81808-7 (archiviato dall'url originale il 14 giugno 2007).
- (EN) Linda T. Elkins-Tanton, Jupiter and Saturn, New York, Chelsea House, 2006, ISBN 0-8160-5196-8.

### Generali
- Anelli di Giove
- Atmosfera di Giove
- Grande Macchia Rossa
- Eventi d'impatto su Giove
- Formazione di Giove
- Giove nella fantascienza
- Magnetosfera di Giove
- Osservazione di Giove
- Parametri orbitali di Giove
- Satelliti naturali di Giove
- Satelliti medicei
- Sistema di Giove
- Struttura interna di Giove

### Sull'esplorazione
- Esplorazione di Giove
- Pioneer 10 e 11
- New Horizons
- Sonda Galileo
- Voyager 1 e 2